# 東京國際機場
東京國際機場（日语：／ Tōkyō Kokusai Kūkō */?）是位於日本東京都大田區的機場，因座落於羽田地區而通稱為羽田機場（／ Haneda Kūkō），啟用於1931年8月25日，與成田機場並列為東京兩大聯外機場，亦為日本國內航線樞紐。根據日本《空港法》，該機場被分類為據點機場。机场占地約1,522公頃，擁有3座航廈、4條跑道，無論在面積、起降航班或旅客流量上，均為日本民航機場之最；2019年名列世界客運流量第5高的機場。

## 簡介
羽田機場為日本歷史悠久的機場之一，瀕臨東京灣岸及多摩川河口，曾透過填海造陸多次擴建；在成田机场投入营运后一度改为仅承担日本国内航线（臺灣航線與部分包機例外），至「再擴建工程」後重啟国际定期航线，并于2019年大量吸收原由成田机场营运的洲际航班。目前日本航空業者计划将羽田机场開發作为“日本门户”，承载“国内-国际”中转的需求；成田机场则作为亚洲门户，承载“东南亚-国际”中转的需求。除了民航服務之外，天皇等皇室成員、首相等閣員所乘坐的行政專機、政府機構專機與特別機、以及外國國賓與外交人員到訪在東京的起降，全部都在羽田機場進行，此因其較為靠近東京市中心，同時亦基於警備上的考慮；為此，機場設有一些VIP的專用設施，如VIP機專用停機坪（V1及V2停機坪）及貴賓室（與一般的客運大樓分開）等。
羽田機場是日本少數可作24小時航班起降的機場之一，其他則包括關西國際機場、中部國際機場、新千歲機場、新北九州機場及那霸機場。現在於深夜起降的航班，大多是廉價航空、國際線紅眼航班及一些貨運航班（如由大和運輸屬下的「超速宅急便」等速遞公司所使用的航班）。第3航廈為24小時開放，其餘兩座航廈的開放時間則由定期航班的起降時間而定。

## 歷史

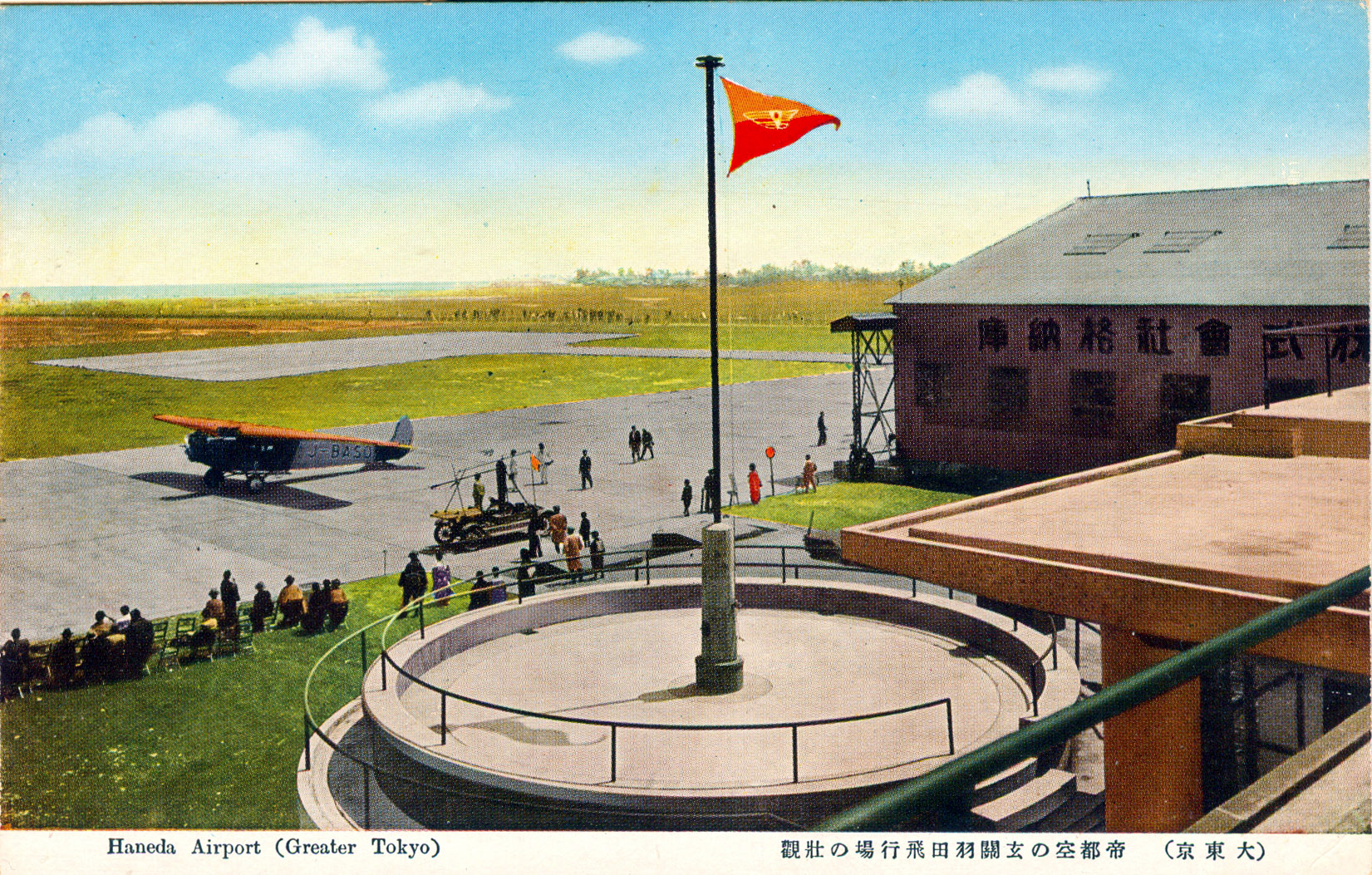
東京飛行場（1937年）

### 東京飛行場時代
羽田機場建成前，羽田機場所在地區是以穴守稻荷神社為中心的繁華度假勝地，東京的主要機場還是立川機場（今陸自立川基地）。1931年8月，位於當時荏原郡羽田町鈴木新田字江戶見崎（即舊有客運大樓附近。翌年此地的行政區劃改編為東京市蒲田區羽田江戶見町），日本第一個國營（由遞信省管轄）的民用航空專用機場東京飛行場正式啟用，面積53公頃，有一條全長300米，闊15米的跑道。這是日本的民用航空事業萌芽期的一個重要機場。
1945年8月，當時日本正進入盟軍佔領時期，東京飛行場由駐日美國陸軍接管，改稱「羽田陸軍航空基地」（Haneda Army Airbase）。同年，美軍以擴建工程為由，強制機場附近的居民於48小時內遷走。
這一帶的舊有地名分別是羽田江戶見町（即鈴木新田字江戶見崎）、羽田穴守町、羽田鈴木町（即鈴木新田字宮之下・辰巳之方・巽之方・明神崎・鈴納耕地・堤外東南）、羽田御台場、鈴木御台場（即鈴木新田字御台場・御台場耕地・辰巳島）及獵師町御台場（即羽田獵師町）。

### 盟軍歸還後（東京國際機場）

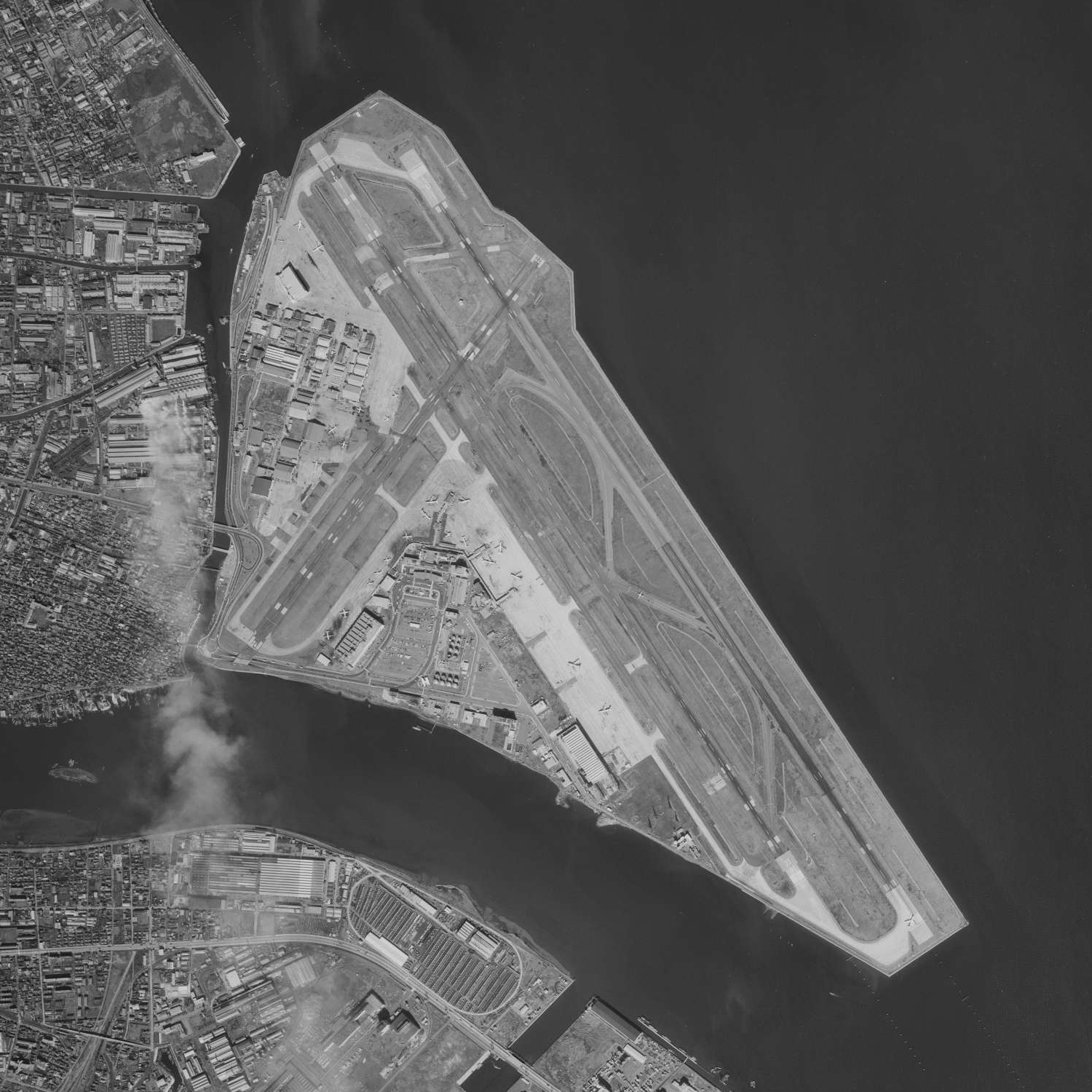
1965年的羽田机场

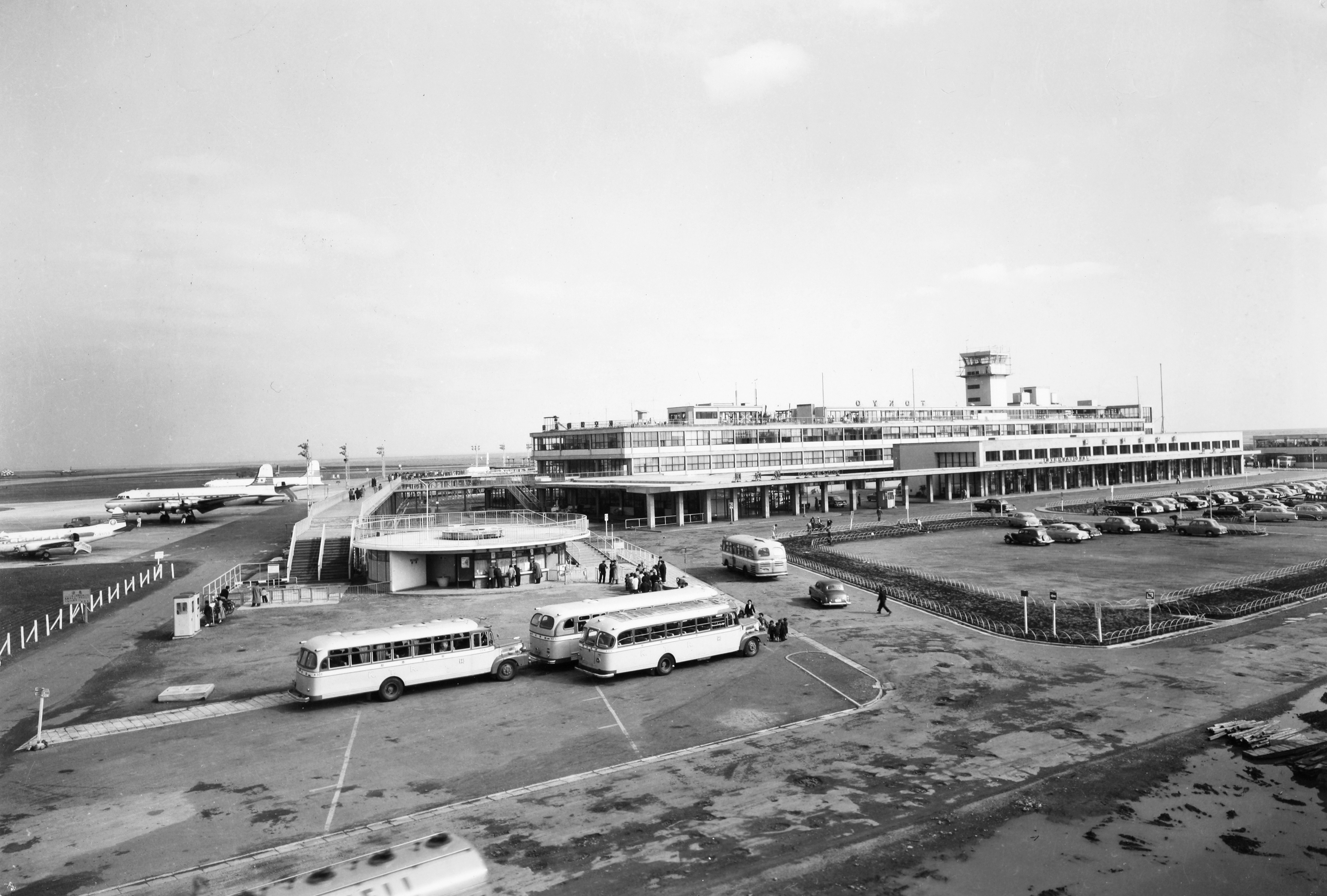
現已拆卸的第一代客運大樓，位於今國際線航廈西側、B跑道南端處

同盟國結束對日本的軍事占領後，美軍於1952年7月歸還一部份的機場，當時就更改成為現在的名稱「東京國際機場」，直至1958年才全數歸還。歸還不久，1953年成立了由民間籌資成立的「日本機場大廈」做為當時興建中的客運大樓的營運公司，客運大樓則在1955年完工啟用。
之後，在1964年因東京主辦夏季奧運而數度將客運大樓擴建及重建，配合填海工程的展開（後述），於1993年9月開始國內線的客運大樓轉到第1（西）客運大樓。自此之後，客運大樓所在的地方就被稱作「Big Bird」（ビッグバード，大鳥）。1998年3月20日，國際線客運大樓遷到舊有國內線客運大樓原址。

### 填海工程展開

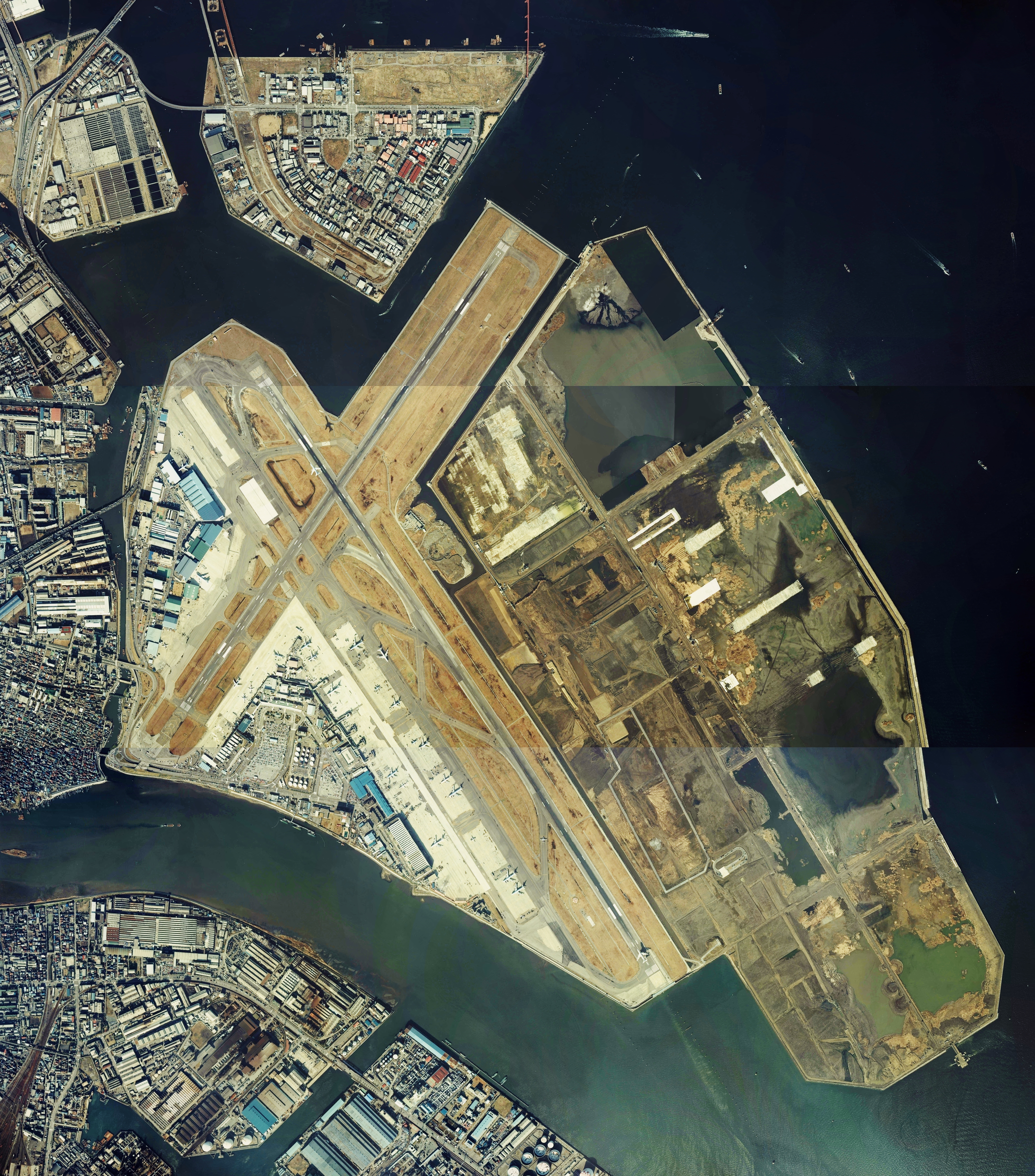
填海中的羽田机场（1984年）

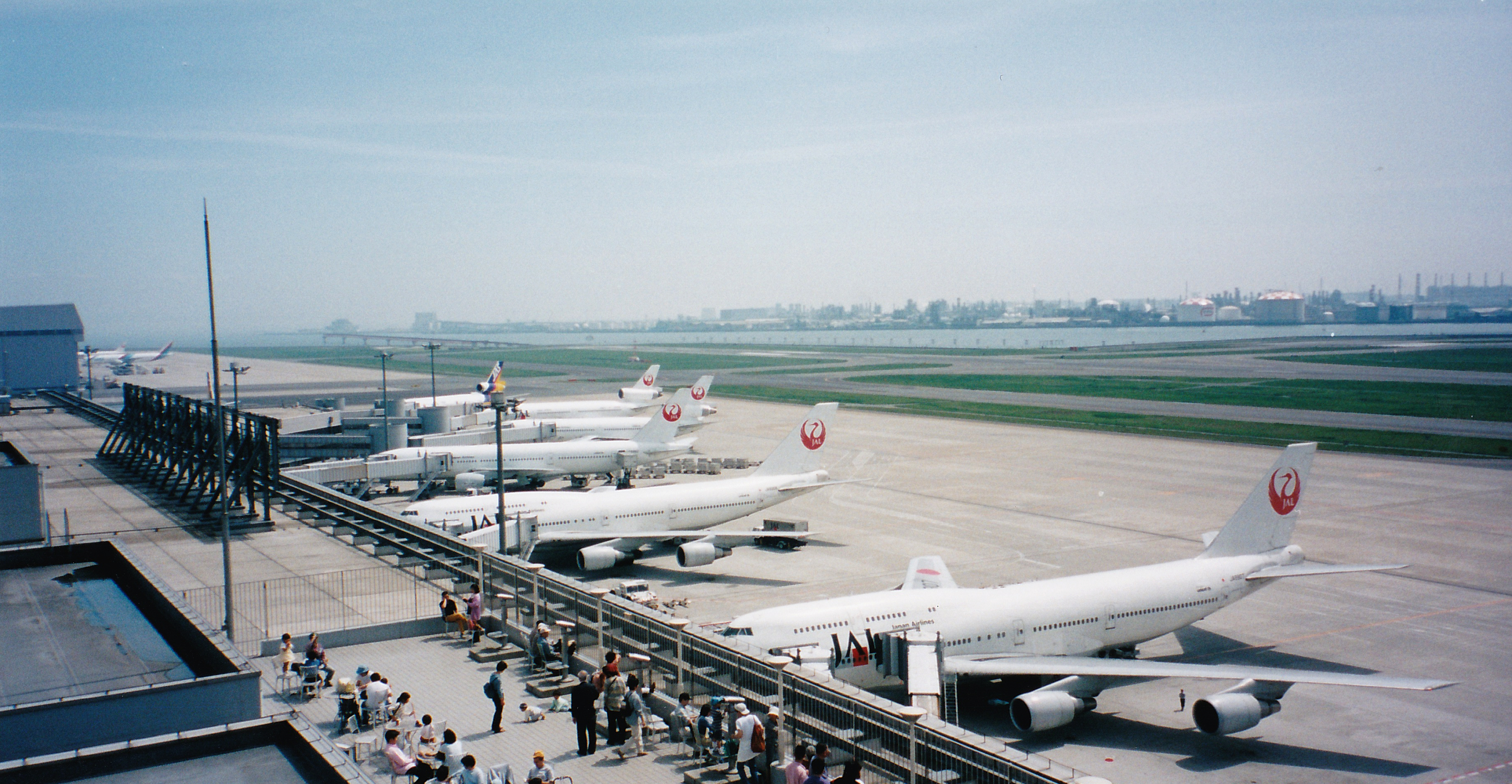
位于填海地上的新客運大樓（1997年），现在为第一客運大樓

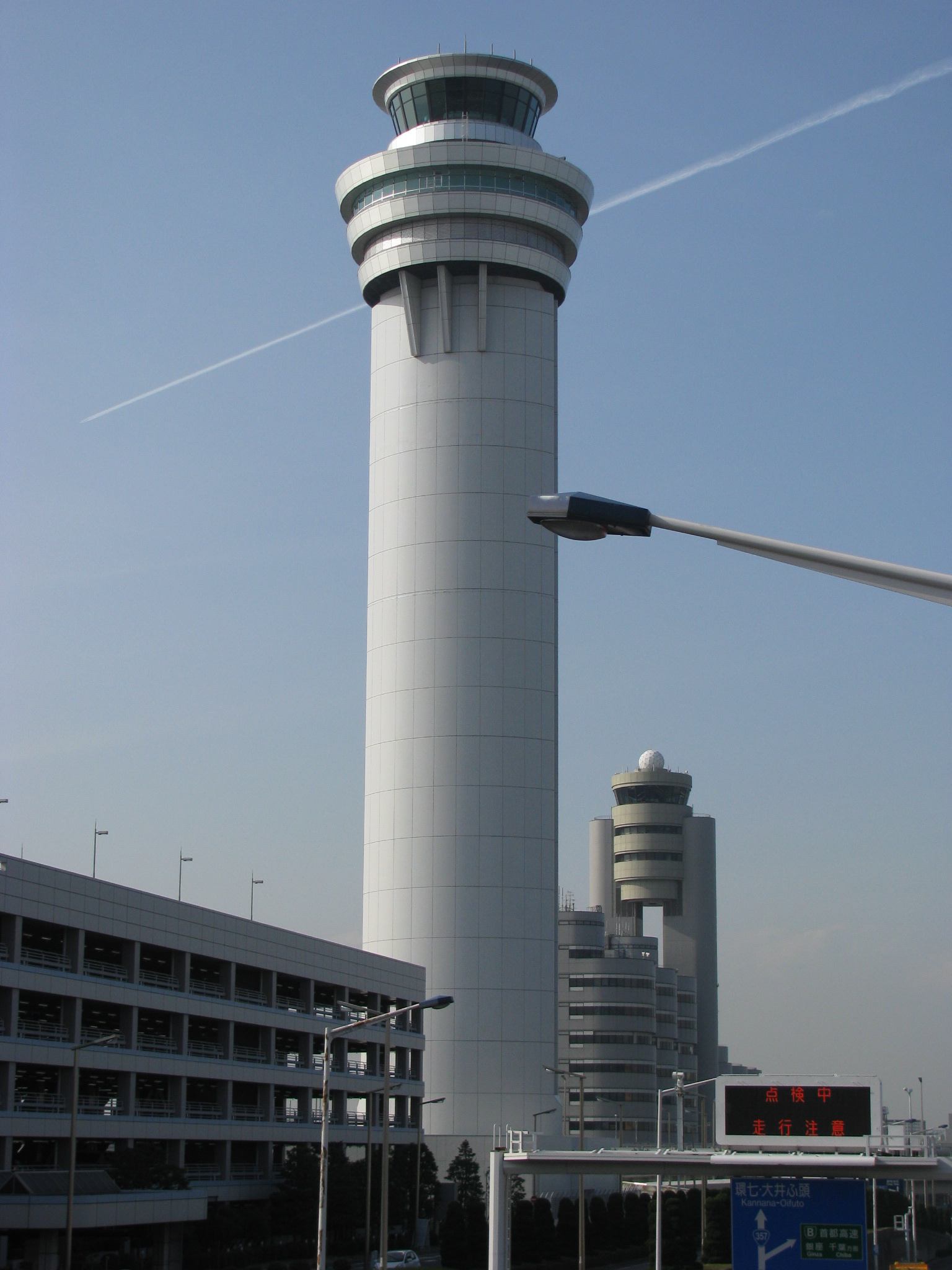
新塔台

本來的客運大樓是比現今的更靠近陸地，位於現在B跑道南端的附近，3條跑道的設計亦原以圍繞舊有客運大樓為主。但自從1964年，海外旅行自由化實施以後，使用飛機的乘客急增，同為國際線及國內線機場的羽田客運大樓開始應付不了急增的航班數目。故在1970年代，把最靠近當時客運大樓的舊有A跑道（15R/33L）封閉，改建成為停機坪。
但在國際線移轉至新落成的成田國際機場後，因其他地方機場相繼噴射化等因素使航空運輸送能力持續上升，國內線的需求亦大幅增加。故狹窄的客運大樓和兩條跑道（因兩條跑道的交叉設計不能同時使用，實際上只有一條），做為首都機場的吞吐量已經嚴重飽和。再加上跑道鄰近民居，噪音問題持續，為了改善機場機能及減低噪音滋擾，當局在1984年1月開始進行填海扩张工程（日语：沖合展開事業，简称）。工程分為三期：
第一期（1984年1月－1988年3月）
- A跑道遷移、擴建（1988年7月啟用）

第二期（1987年9月－1993年8月）
- 西側地區客運（即現今的第1客運大樓）、貨運大樓、維修場的遷移及新建（1993年9月啟用）
- 控制塔・運輸省（即現今的國土交通省）航空局大樓遷移（1993年9月啟用）
- 新建場內道路
- 首都高速道路灣岸線延伸（1993年9月啟用）
- 東京單軌電車羽田線延伸至西客運大樓的新羽田機場站（即現今的羽田機場第1航站樓站；1993年9月啟用）

第三期（1990年5月－2013年4月）
- C跑道遷移、擴建（1997年3月啟用；此後機場可以同時使用兩條跑道起降）
- 國際線客運大樓遷移（1998年3月20日啟用）
- 京急空港線延伸至羽田機場站（即現今的羽田機場第1、第2航站樓站；1998年11月啟用）
- B跑道遷移、擴建（2000年3月啟用）
- 新建第2客運大樓（2004年12月1日啟用）
- 東京單軌電車延伸至羽田機場第2航站樓站（2004年12月1日啟用）
- 機場聯外道路（2004年12月1日凌晨4時啟用）
- 第1客運大樓北翼JAL集團擴張使用（2004年12月21日開始）
- 第2客運大樓南面泊位（66 - 70號停靠處；2007年2月15日啟用）
- 第2客運大樓第4停車場 (P4) 立體化（2010年8月14日啟用）
- 第2客運大樓本館南側（2010年10月13日啟用）
- 第2客運大樓南面泊位71 - 73號停靠處（2013年4月8日啟用）

2004年12月1日，第2（東）客運大樓也開始運作。全日空（ANA）集團，以及與集團有合作協議的北海道國際航空（ADO）國內線業務亦一同遷到新的客運大樓。結果，在同年12月21日仍留在第1（西）客運大樓的日航（JAL）集團，加上一直使用同大樓的南翼，以及剛由全日空集團遷移留下來的北翼，不包括新加入的航空公司的話，事實上：
- 第1（西）客運大樓由日航集團（及SKY、SFJ）使用
- 第2（東）客運大由由全日空集團（及ADO、SNJ）使用

也就是說兩個集團均有專用的客運大樓。
另外，在2006年4月1日與全日空的國內線實行航班編號共享的亞洲天網航空（SNJ；現空之子航空），亦同時遷往第2客運大樓，使到在兩座客運大樓內同時出現了3個系列的航空公司。
伴隨著第2客運大樓的啟用，東京國際機場在2005年4月1日調高了航班機票的「旅客設施使用費」（機場稅）100日圓。這項措施生效後，對使用這個作為國內線樞紐優越地位的機場的批評相繼出現。因為這是日本首次對國內線徵收旅客施設使用費（中部國際機場亦於同日開始徵收）。

### 再擴建工程

再扩建工程图

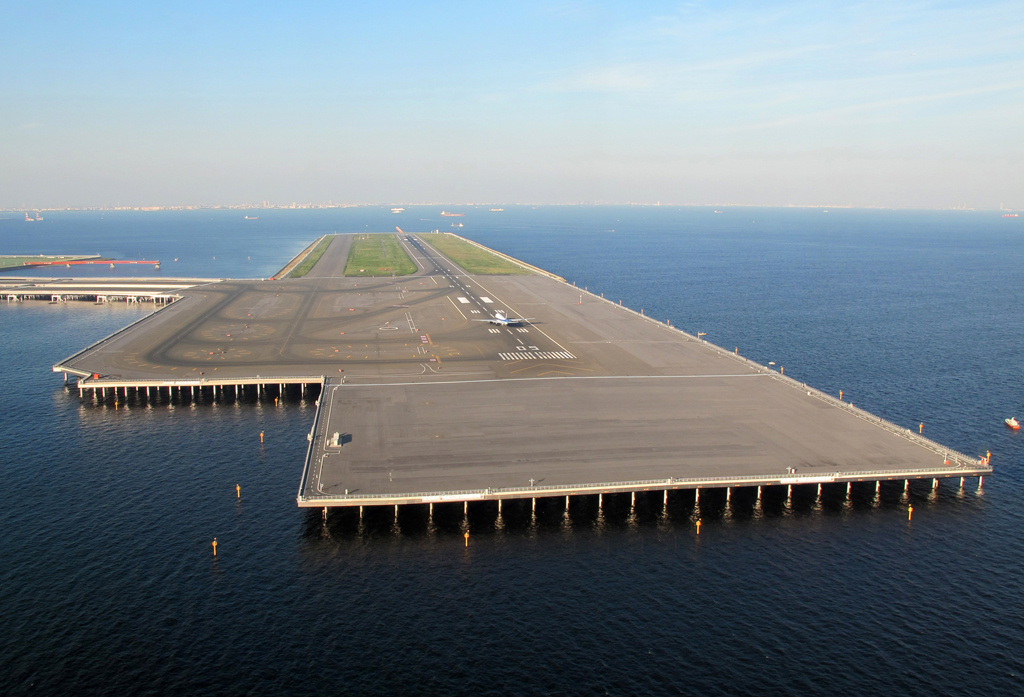
D跑道（攝於2015年9月）

近年因為航空的需要增多，加上羽田機場的運量在1990年代以後到達極限，日本政府自2000年起檢討是否需要建造首都圈第三機場，以分擔羽田、成田兩座機場的容量。檢討結果在2002年1月公佈，認為將羽田機場進行擴建是最合適的做法，因而展開下述的再擴建計畫。
- B跑道新快速脱离道：在主要於吹南風時使用的B跑道上建設新的快速脱离道，讓著陸後的航機更快駛離跑道，於2009年7月啟用。所謂快速脱离道，是為了增加起降次數從而使機場的處理能力上升的建設。之前羽田機場的B跑道平均一小時只能處理32班航機起飛及28班航機降落，建成后則有望在一小時內增加至29班航機降落。另外，在A和B跑道旁新設一些用以連接跑道旁平行滑行道的新滑行道設施。
- D跑道 ：此計劃將在靠近神奈川縣的海面上建造人工島，島上築有一條與B跑道幾乎平行、約長2,500米的新跑道，稱為D跑道。工程于2007年動工，2010年8月基本竣工、9月起開始最後調整階段、10月21日正式啟用[14]。建成后「年間起降能力」將會由28.5萬次上升至40.7萬次。原計劃是建議於現有的B跑道旁直接多建一條完全平行的跑道，但這樣一來當吹南風或雨天時，航機就須要飛越千葉縣浦安市市區上空，特別將會於東京迪士尼度假區直線距離300米處經過而形成問題，因而更改成現貌[15]。
- 新控制塔：由於D跑道位於機場場區的邊緣，從原有的控制塔無法目視滑行在D跑道上的航機，因此於原有控制塔的東南方，鄰近2號停車場「Bus Pool」的地方，興建一座世界第3高、高度116米的新控制塔，於2010年1月14日啟用，舊控制塔則改為備援之用。
- 國際線地區：因應機場的「再國際化」，規劃在A跑道、B跑道及環八通（日语：東京都道311号環状八号線）圍繞的地方闢建國際線地區，新建國際線客運大樓、貨運大樓各一座，以及停機坪等設施，並採用PFI（英语：Private finance initiative）（民間主動融資）的方式興建。2008年4月8日動工，2010年7月底完工[16]、並在同年10月21日啟用[17][18]。首班使用新客運大樓的航班為全日空從香港抵達的NH1276號航班，日本航空飛往首爾金浦的客機（編號：JL091）則是第一班從新客運大樓出發的航班[19]。隨著國際線地區的啟用，原P5國際線停車場在2010年10月12日結束營業、國際線臨時航廈在同月20日關閉[20]。
- 其他相關工程：隨著再擴建計畫的實施，羽田機場同步進行了第1航廈的改裝[9][21][22]、以及C跑道的延長工程[23][24][25]。

### 「再國際化」後的發展
為了強化國際線航班的處理能力，羽田機場於2017年10月動工改建第二航廈南側，增設國際線設施。隨著第二航廈國際線設施的完工（受新冠疫情影響延後啟用），國際線航廈於2020年3月14日更名為第三航廈，各航廈的聯外鐵路車站也同步進行更名。

## 机场设施

### 航站楼
羽田機場現有3個航廈、3個貨運機坪，其中航廈為1個國內線專用、1個國內及國際線兼用、1個國際線專用，貨運機坪則為2個國內線專用、1個國際線專用。另有VIP用設施、私人客機用設施、航空公司維修機棚、報社專機機棚等支援性質設施。第1與第2航廈間有地下電動步道連接，也可使用免費循環巴士往來3個航廈之間。由於場區靠海，隨著再擴建工程的展開，在第3航廈附近設有遊船碼頭。
羽田機場的綜合管理單位為國土交通省屬下的東京航空局東京機場事務所，但機場內的服務性質設施，是委外由多家民間企業經營。三座航廈中，T1、T2由日本機場大廈株式會社营运，T3由東京國際機場航廈株式會社营运。

#### 1号航站楼
1号航站楼被称为Big Bird（ビッグバード）于1993年启用，代替了1970年代建成的航站楼，日航、天馬航空、星悅航空北九州線等國內線于此航站楼营运。
航站楼呈长条形，樓板面積約29萬平方米，共有6层，设有空橋24座。楼顶设有展望台，一层还设有羽田航空神社。
第1客運大樓髹上了日航集團的企業顏色紅色。南翼負責中國、四國、九州、沖繩等地航線，而北翼則負責北海道、東北、北陸、近畿地方的航線。

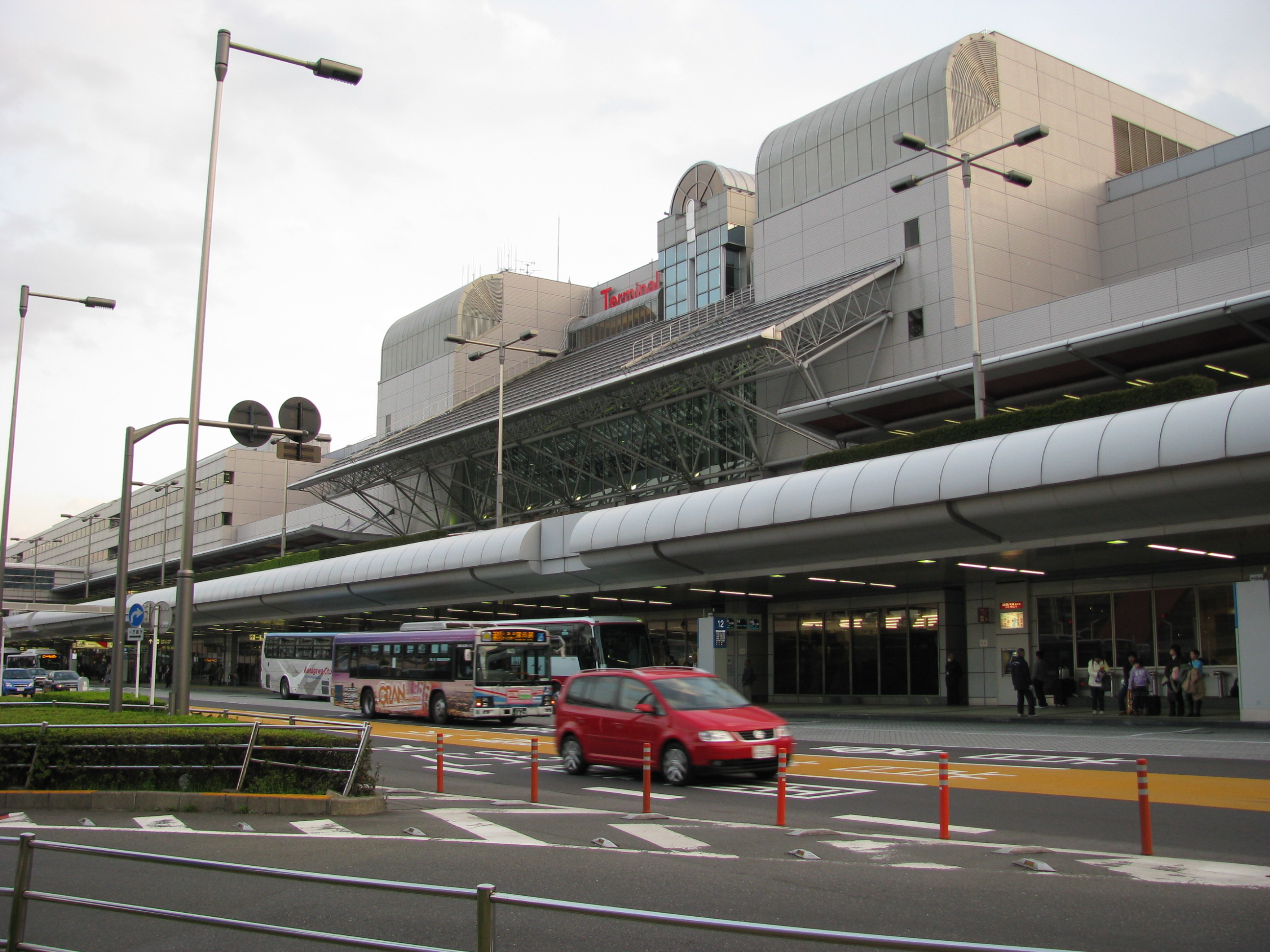
1号航站楼
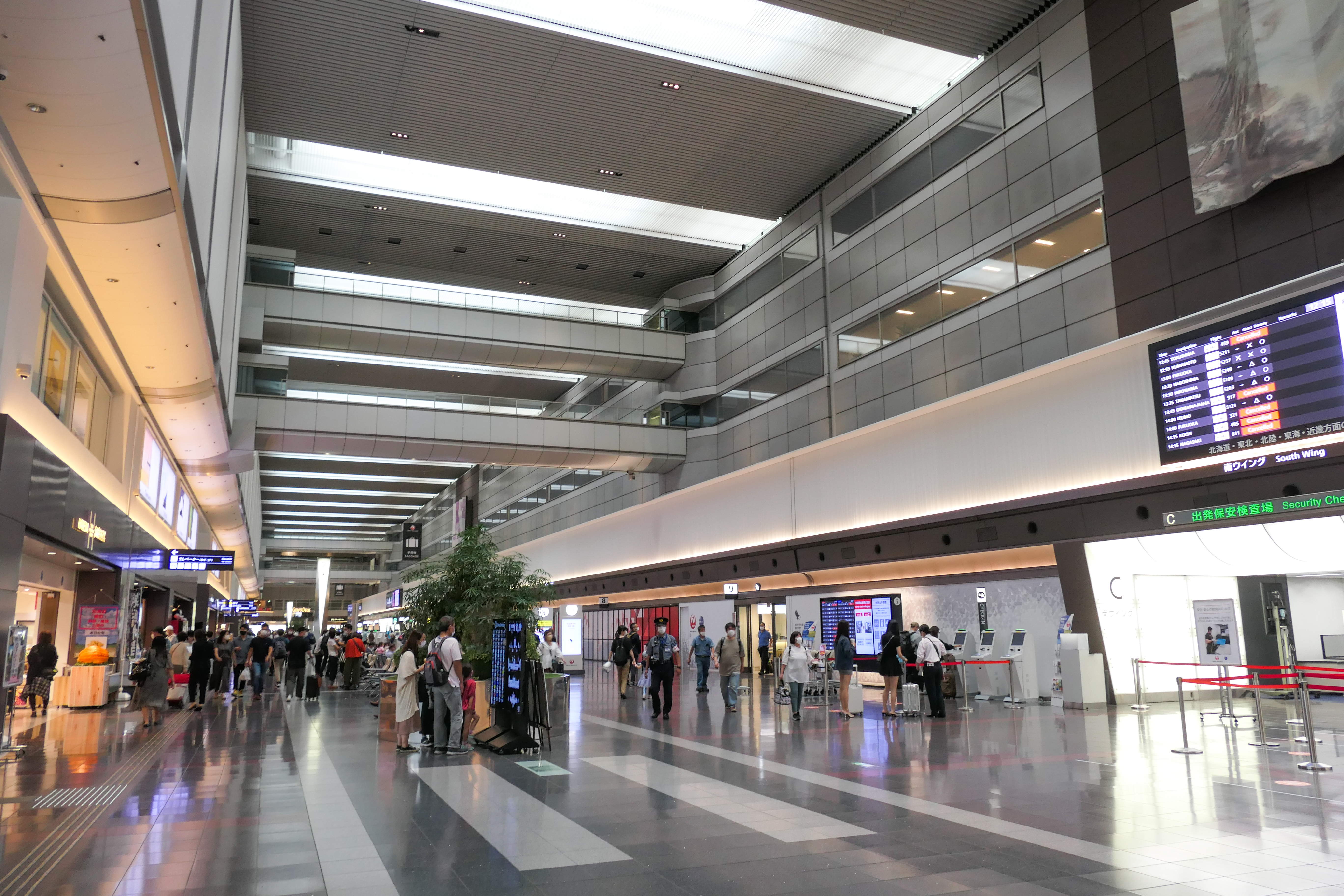
出发大厅（南）
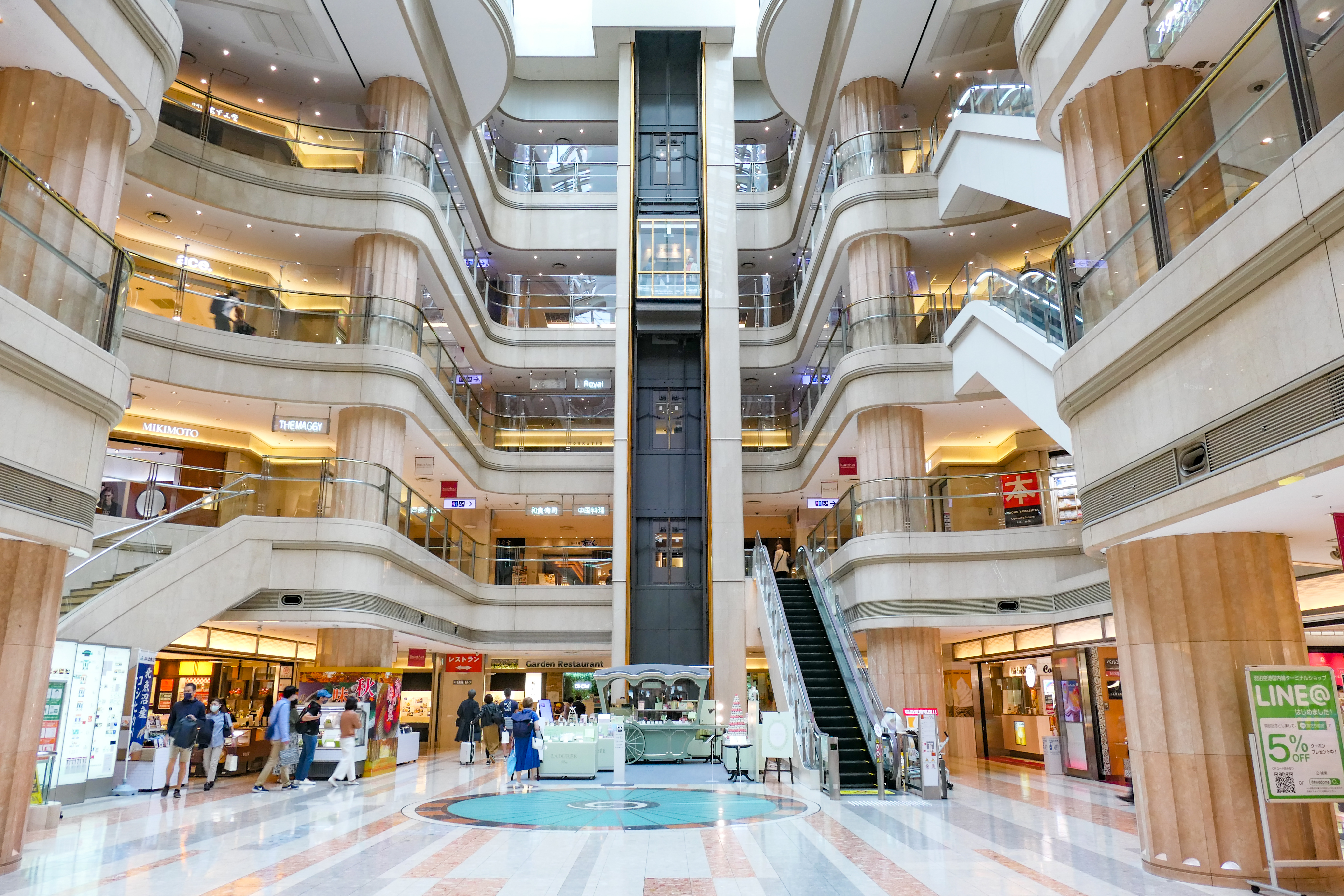
商业区
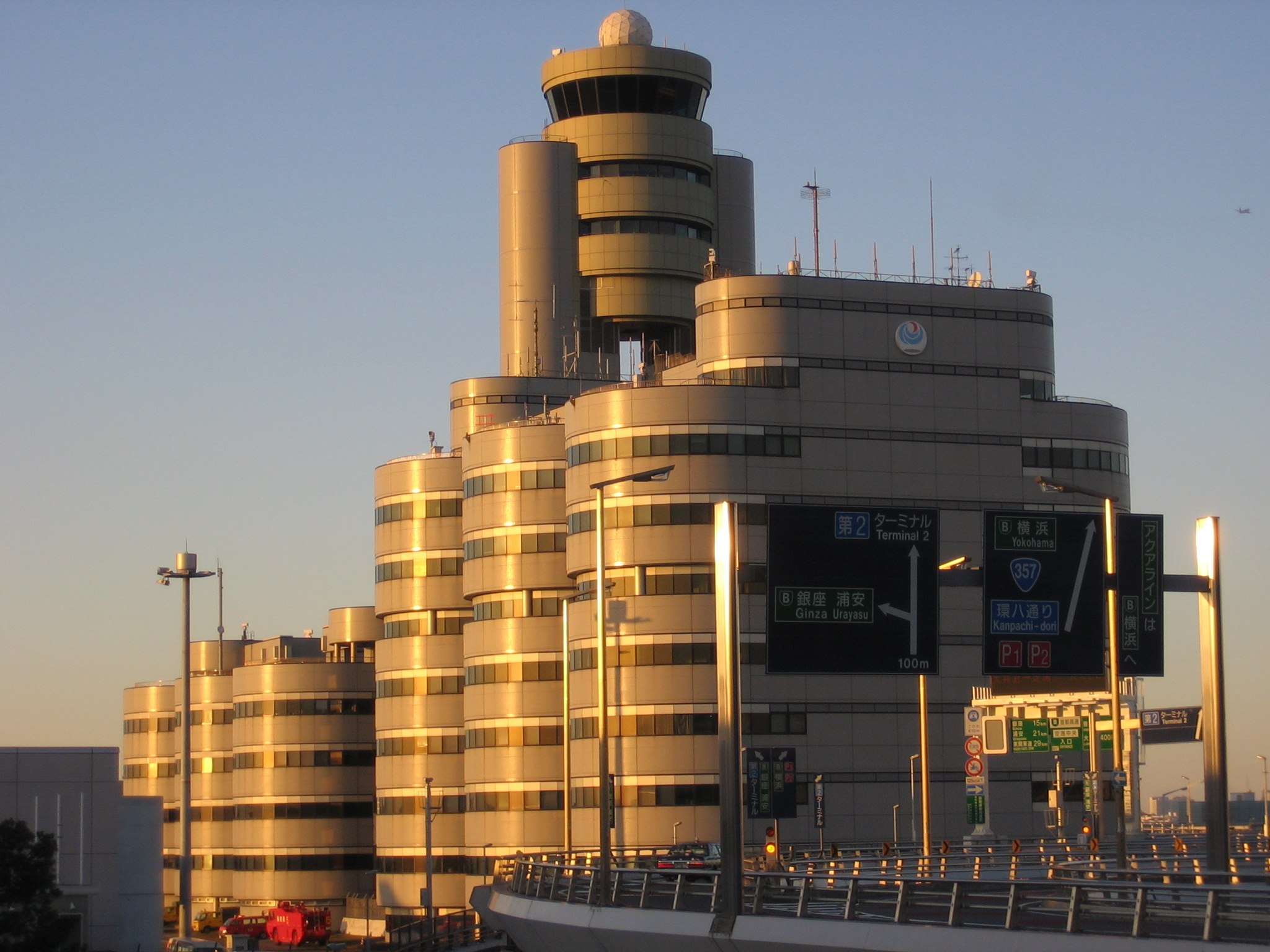
控制塔

#### 2号航站楼
2号航站楼于2004年12月1日启用，通过建设资金由于2011年4月1日起向每位乘客收取的170日元建设费用筹得。全日空、Air Do、空之子航空、星悅航空等國內線在此营运。2020年3月29日起，部分全日空的国际航班开始在2号航站楼营运。此前机场方面为迎接2020年东京奥运在2号航站楼南侧建设了清关设施。
2号航站楼樓板面積約25萬2400平方公尺、空橋23座。屋顶设有展望台及东急饭店。第2客運大樓髹上了全日空集團的企業顏色藍色。

2号航站楼
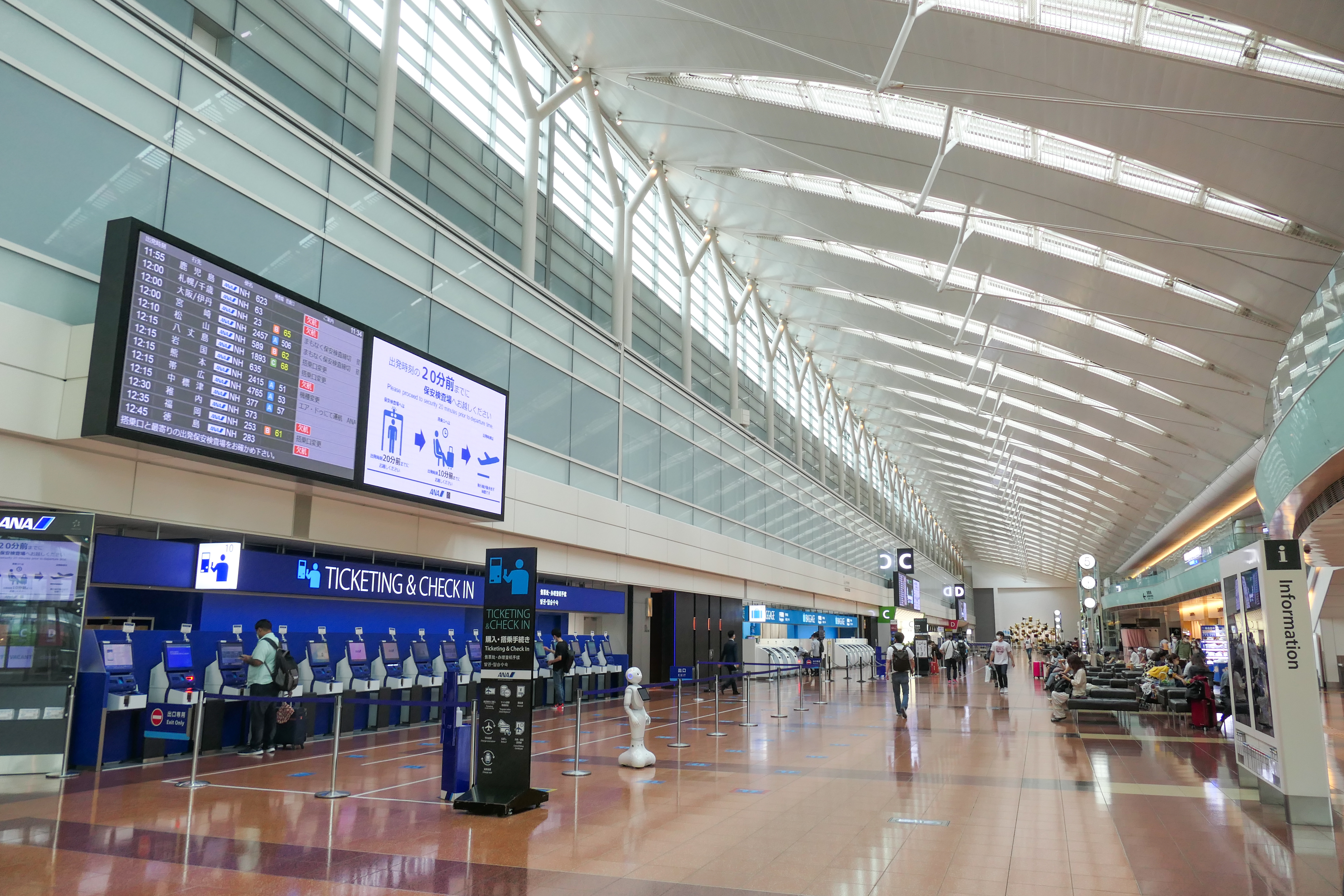
出发大厅
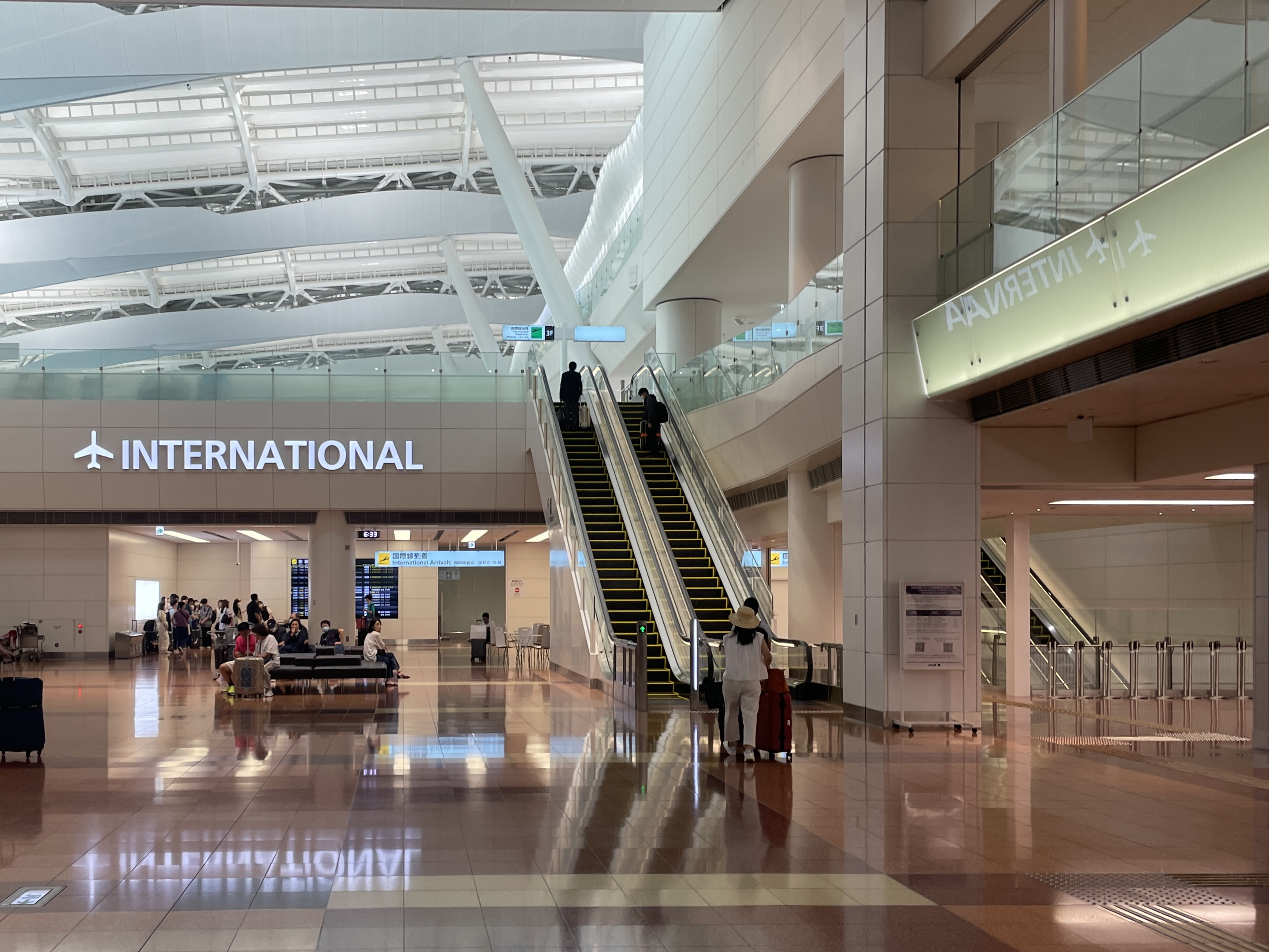
出发层南侧的国际线区域
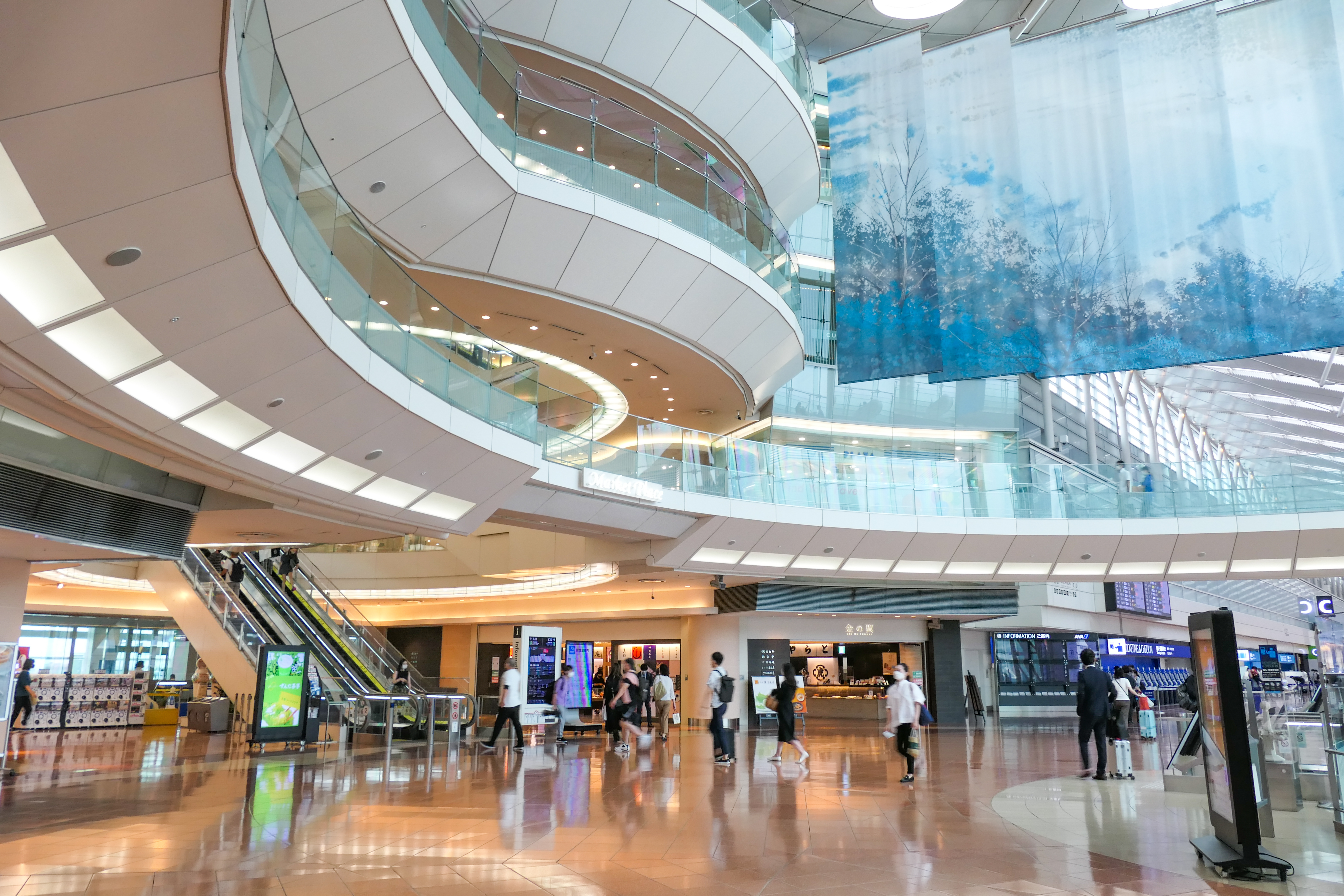
商业区
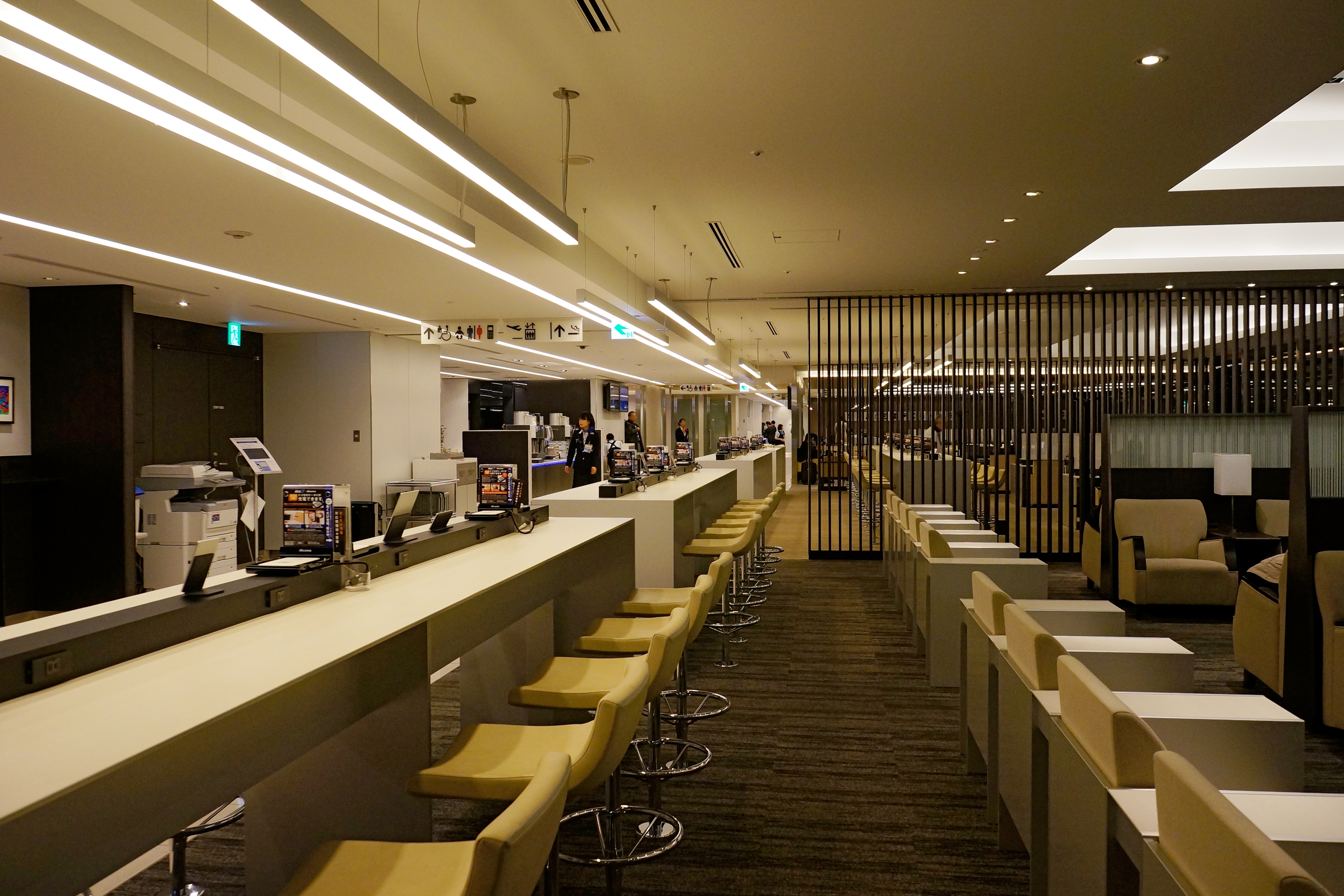
全日空贵宾室
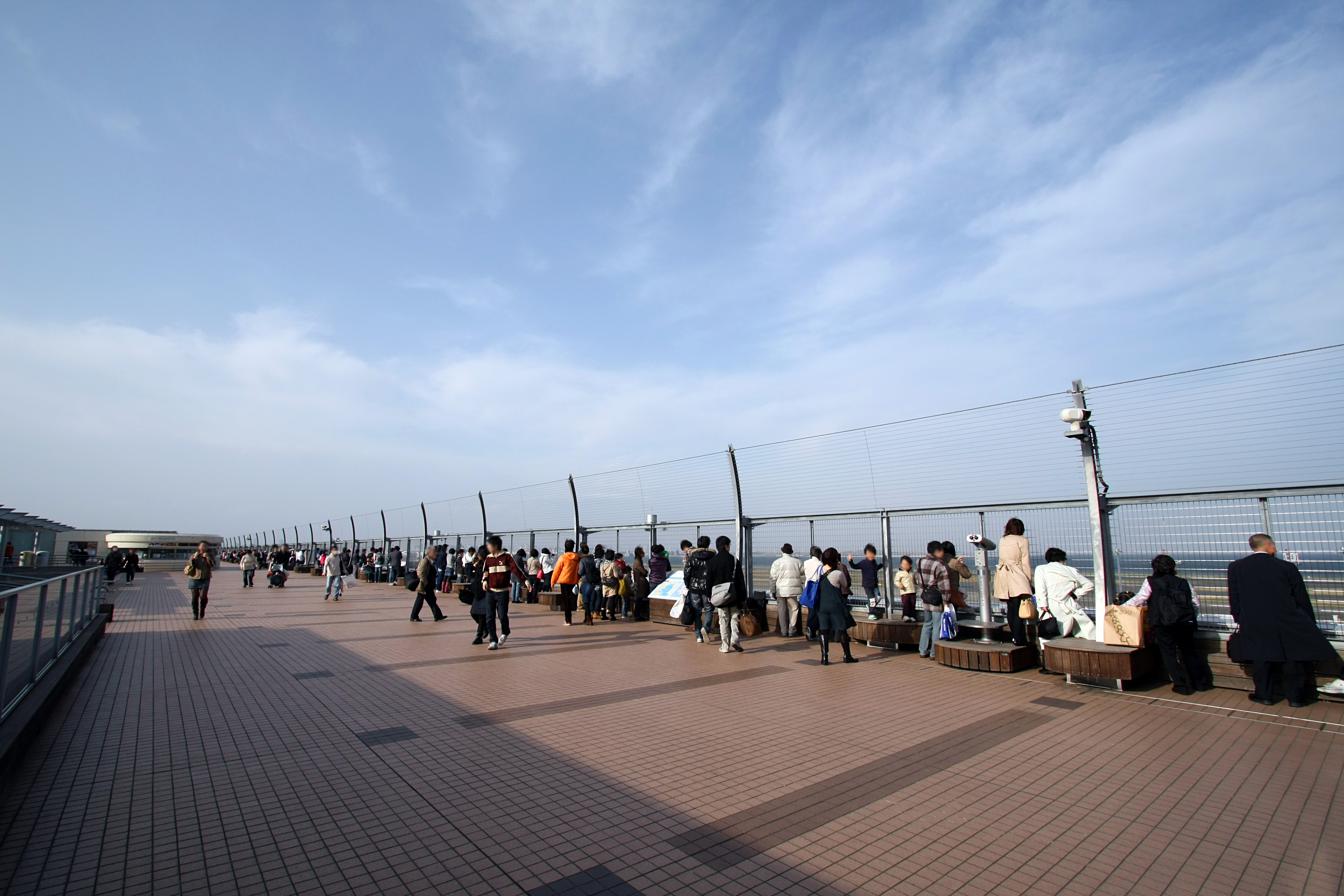
展望台
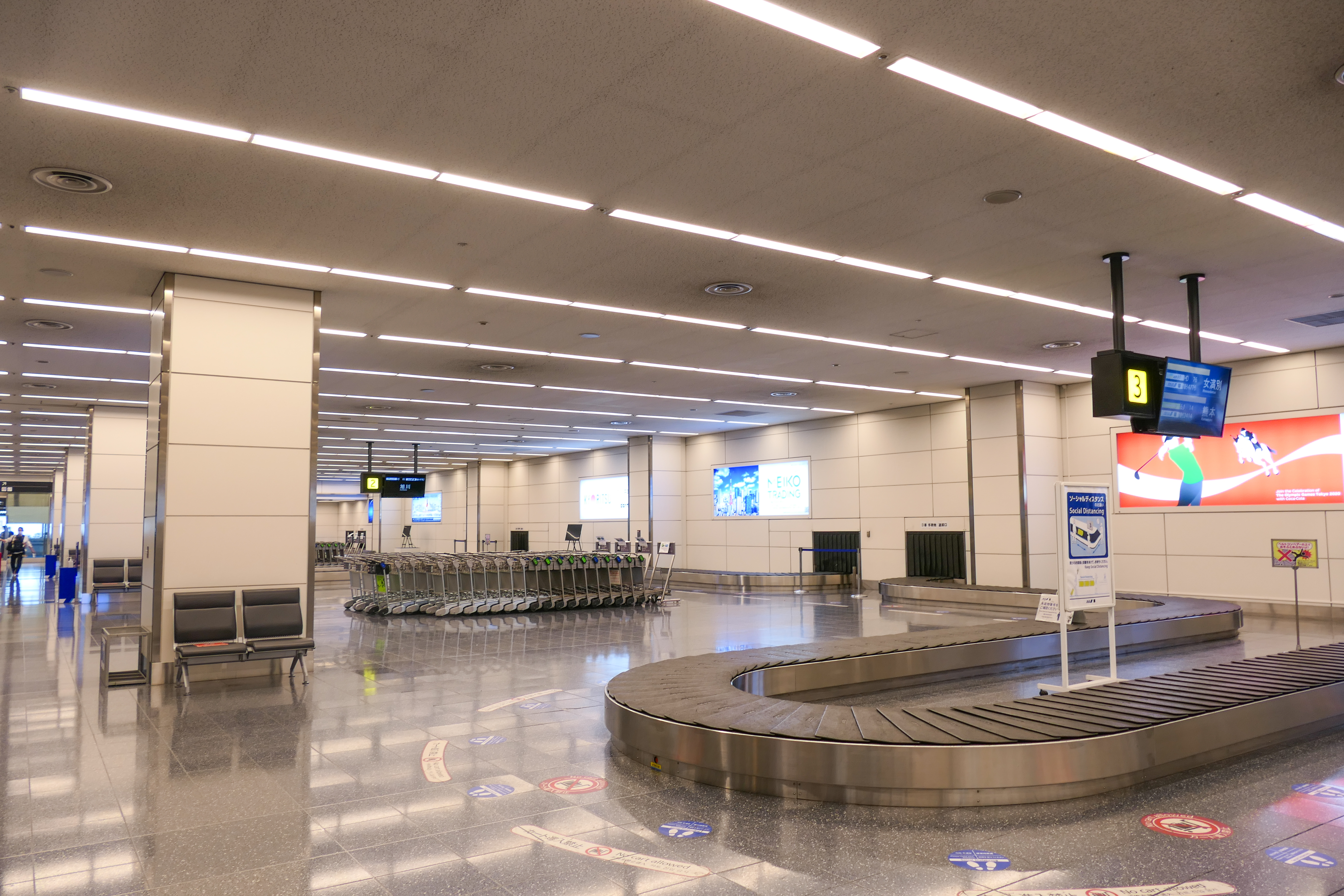
行李提取

#### 3号航站楼
3号航站楼原名国际航站楼，于2010年10月21日建成，代替了1998年建成、位于现2号航站楼北侧的国际航站楼。2020年3月14日改为现名。整座國際線客運大樓，由5層高的客運大樓，以及6層高分成7段的停車場（約3,200個泊位）所構成。建築主要由組織系建築設計事務所梓設計負責。目前该航站楼处理除全日空外的所有的国际航班。
3号航站楼樓板面積約23萬6000平方公尺、设有空橋20座，还设有全日空、日本航空、国泰航空及达美航空的贵宾室。第105–114號及第140–149號門設有聯絡空橋，而第131-139號門則是以巴士接駁登機。
在客運大樓之內，建有以昔日江戶街道模樣建成的商店街、以及日本最大規模的免稅店。而且旅客設施使用費設定在比中部國際機場的2,500日圓為低的2,000日圓。至於連接客運大樓的交通方面，除了東京單軌電車羽田線一部分的路軌作出更改，以連接鄰近新建的車站之外，在地底運行的京急空港線也興建新車站。國際線客運大樓的營運機構是以日本機場大廈為主要股東的「東京國際機場航廈株式會社」。
停機坪以及周邊道路等的維修由以大成建設為最大股東的「羽田機場國際線機坪PFI株式會社」（羽田空港国際線エプロンPFI株式会社）負責。

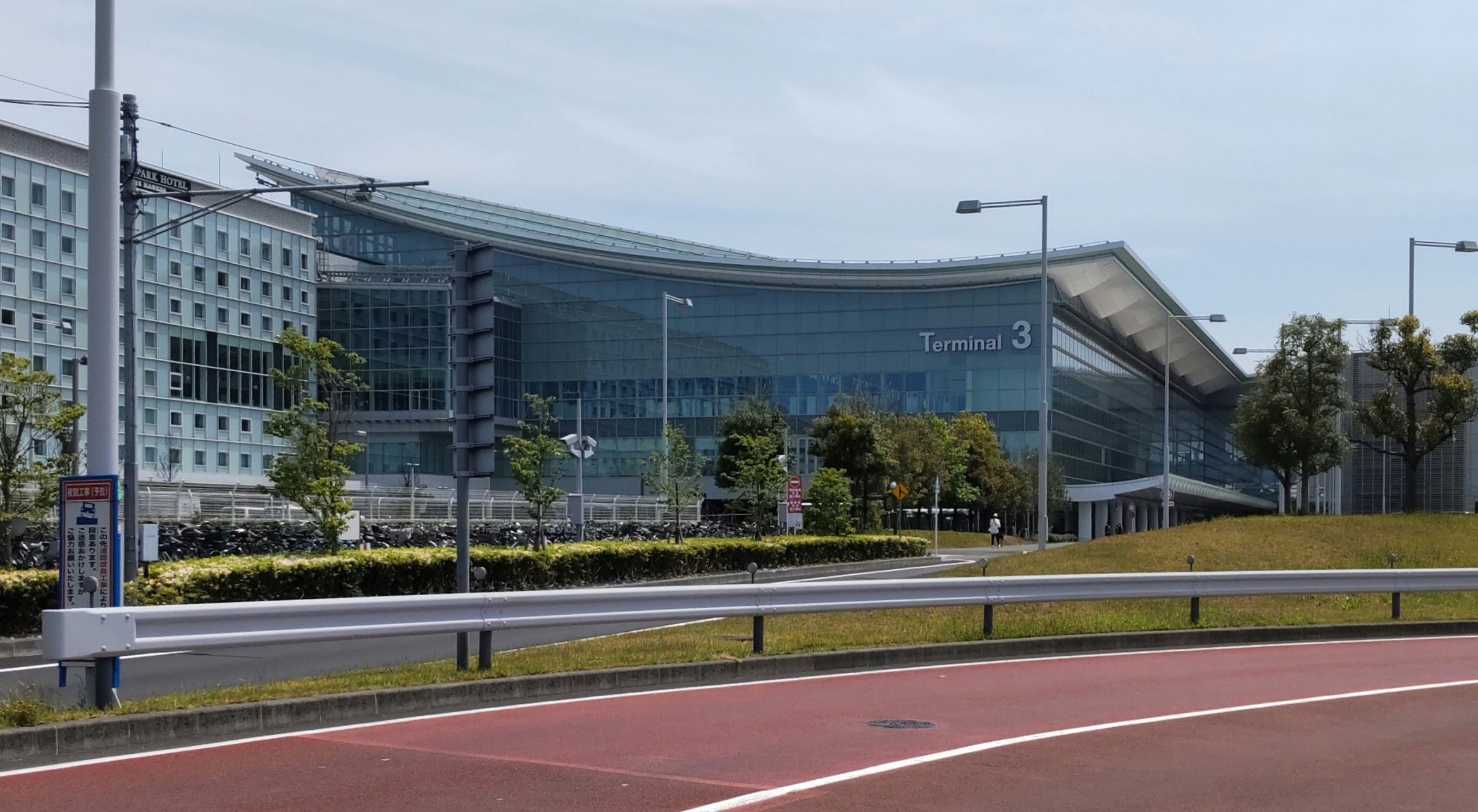
3号航站楼
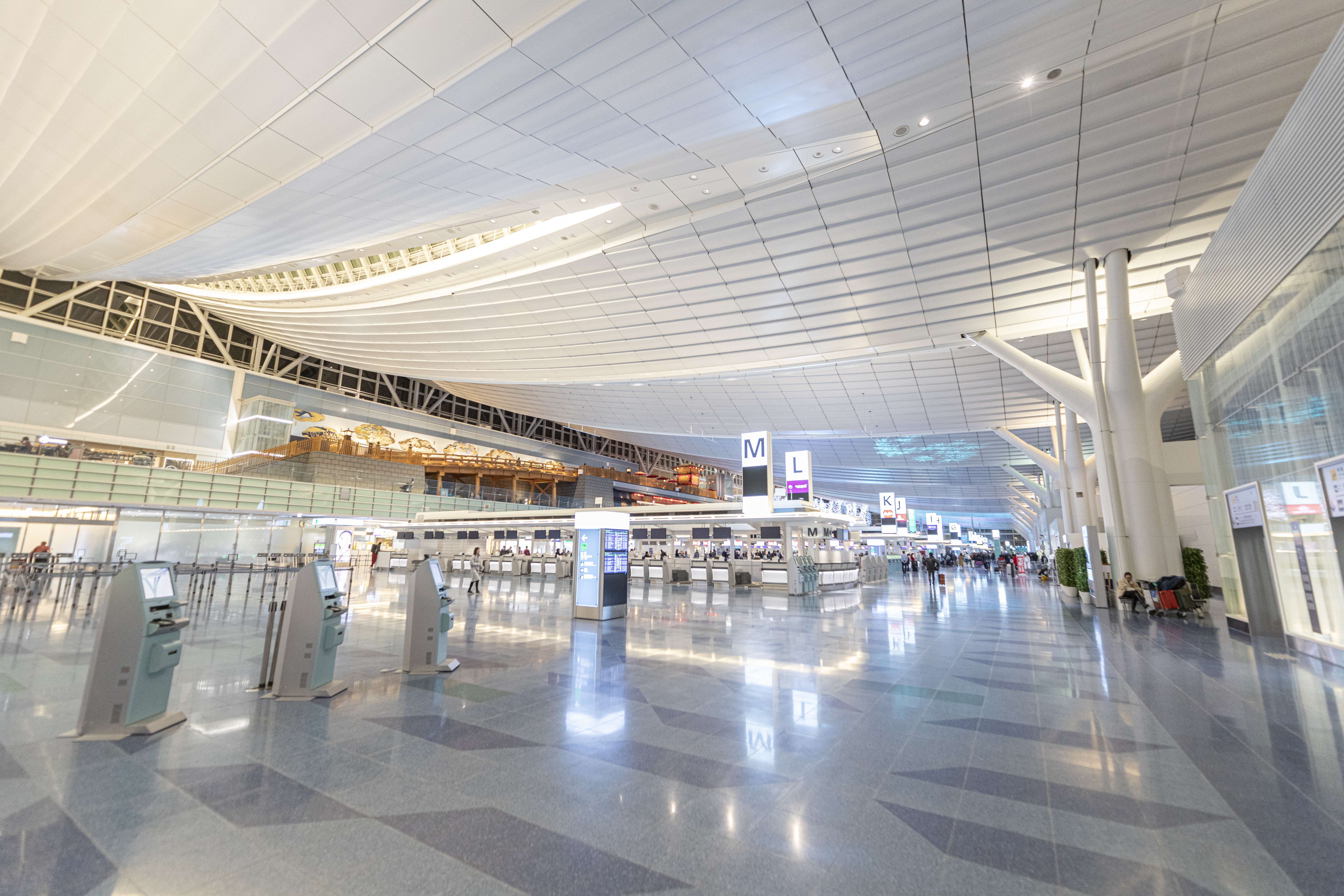
值机区域
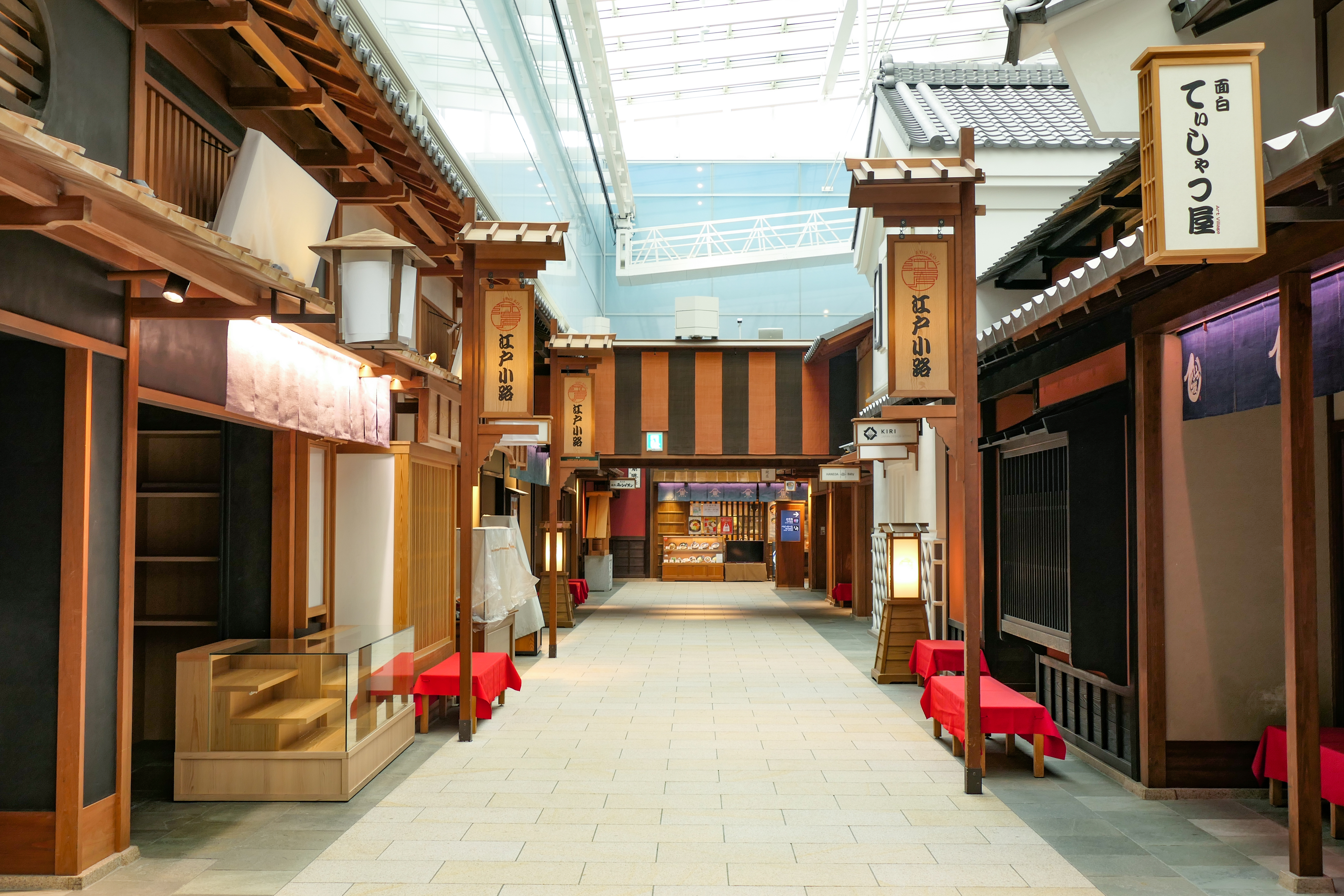
商业区“江户小路”
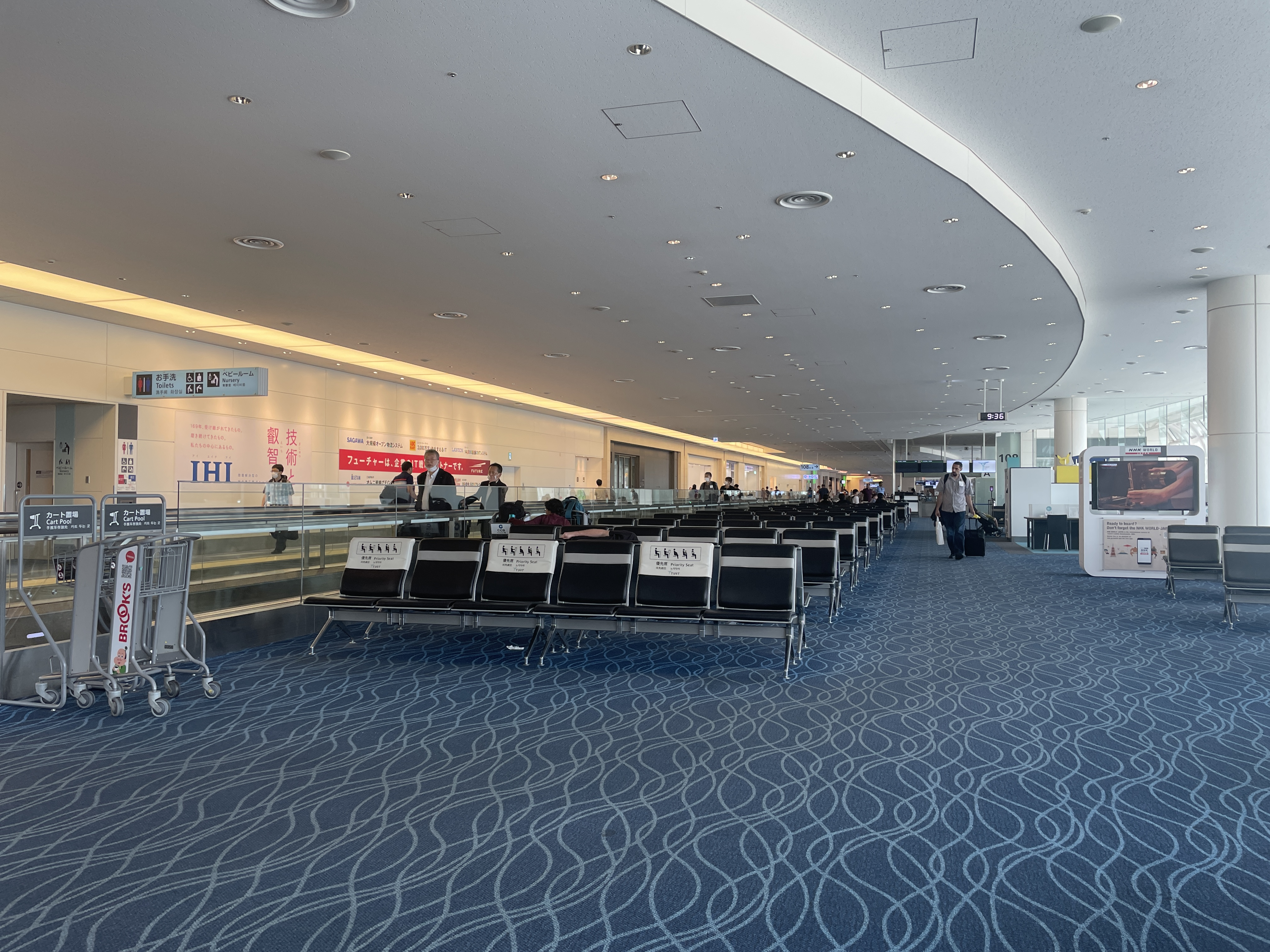
候机厅
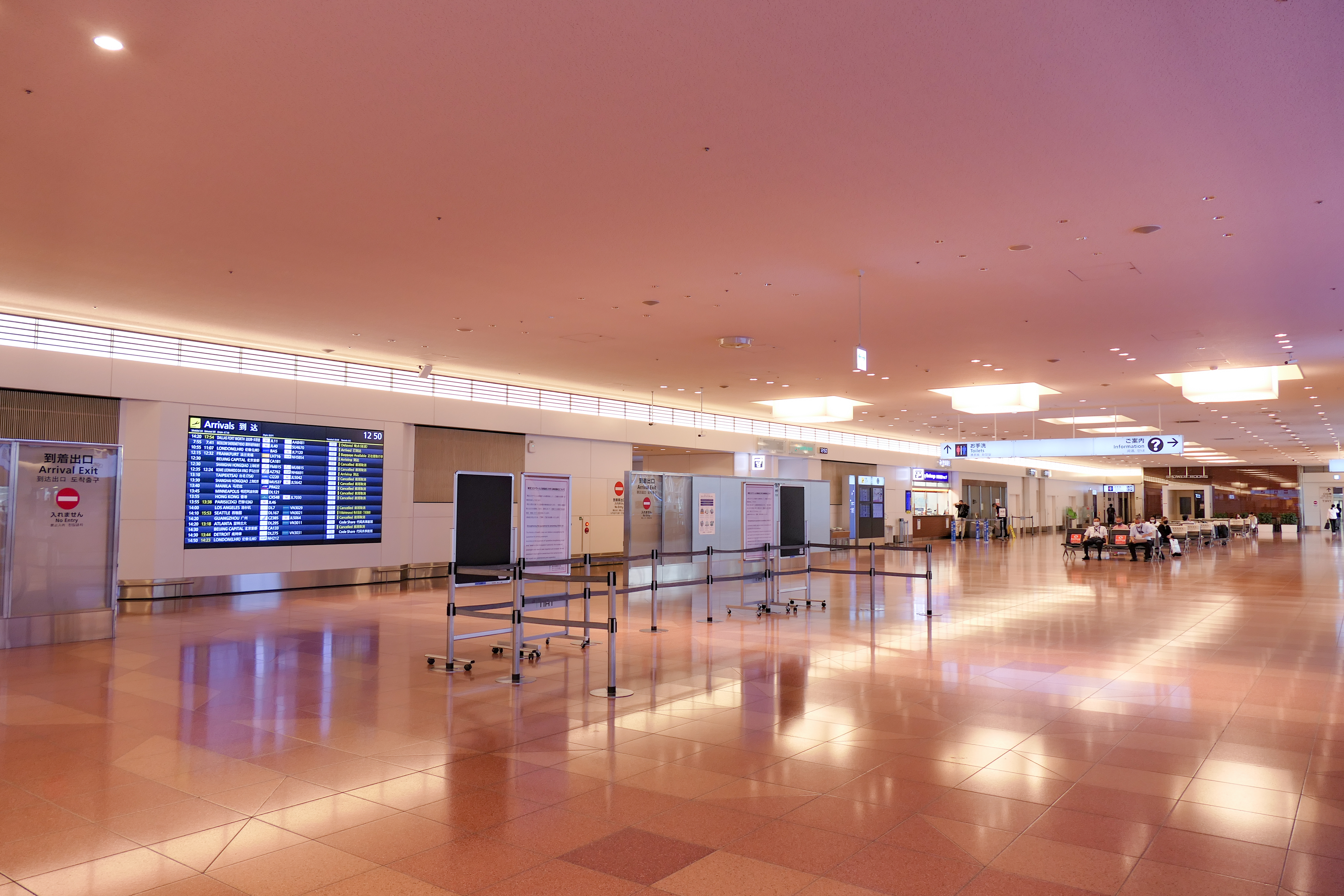
到达大厅
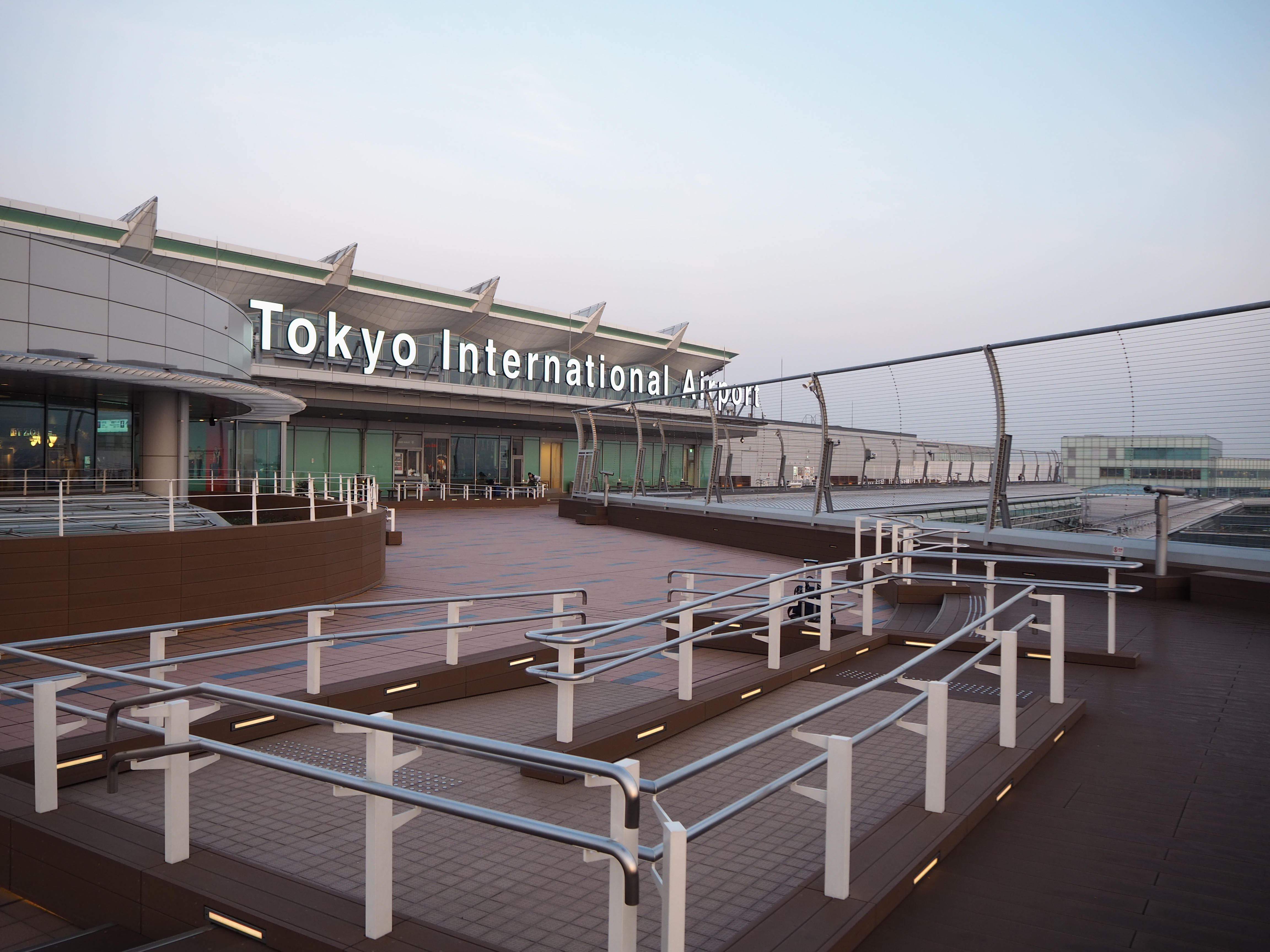
展望台

### 货运设施
貨運大樓由兩幢一年間處理50萬噸貨物的倉庫、易腐壞食品倉庫及燻蒸設施所構成。而整座貨運大樓的維修及營運則交由以三井物產出資的「東京國際空運貨站株式會社」（東京国際エアカーゴターミナル株式会社）負責。

### 飞行区
羽田机场共有4条跑道，成“井”字形。

B跑道

羽田机场周围是密集的住宅区，西侧为横田基地空域。离场和进场航线为规避噪音和横田空域路线需利用东京湾岸。
在南风条件时，进场航机在位于中央防波堤外侧填海地的江东左右定位台（江东LDA）辅助下从千叶县上空沿东京湾岸同时进近B（22）、D（23）跑道。B跑道和D跑道虽然近乎平行，但具体朝向方位相差7.5度。在D跑道投入使用之前，B跑道为侧风着陆跑道。2010年10月D跑道投入使用后，B跑道用作来自东北向飞机的着陆跑道，D跑道被用于来自西南向飞机的着陆跑道。离场飞机则在利用A（16R）、C（16L）跑道起飞，沿东京湾岸转向后爬升。
A、C跑道同时允许起飞和降落。但由于不符合平行ILS进场要求的跑道间距的最低标准，北风条件时一般不使用C跑道（34R）着落，并在A跑道（34L）实施经海萤停车区的目视进近；离场飞机则在利用C（34R）、D（05）跑道起飞后向东转向，沿东京湾岸爬升。
2020年3月启用南风运行下的羽田机场新进近程序，允许进场飞机在下午3点至7点4个小时中的3小时范围内飞跃经过东京都心新宿区、涩谷区、品川区、港区的A（16L）、C（16R）跑道五边后降落。
为避免噪音，夜间（晚上11:00至早上6:00）优先使用C跑道和D跑道。北风时使用16L跑道降落，05跑道起飞；南风时使用23跑道降落、34R跑道起飞。
| 通称  | 方向    | 长                  | 宽            | 用途                                               | ILS              | 备注 |
| ----- | ------- | ------------------- | ------------- | -------------------------------------------------- | ---------------- | --- |
| A跑道 | 16R/34L | 3,000（9,843英尺）  | 60（197英尺） | 北风时用作起飞、南风时可同时用作起飞降落           | 16R/34L側        | |
| B跑道 | 04/22   | 2,500（8,202英尺）  | 60（197英尺） | 南风时可同时用作起飞降落                           | 22側             | |
| C跑道 | 16L/34R | 3,360（11,024英尺） | 60（197英尺） | 北风时可同时用作起飞降落、南风时可同时用作起飞降落 | 16L/34R CAT-IIIb | |
| D跑道 | 05/23   | 2,500（8,202英尺）  | 60（197英尺） | 北风时可同时用作起飞降落、南风时用作降落           | 23側             | 由於緊鄰多摩川河口，為了避免遮斷水流，D跑道係採用世界首見人工島與棧橋合體的複合式設計，東側三分之二為人工島，西側靠近河口的三分之一為棧橋，耐用年數可達一百年 |

### 航空管制
羽田机场附近属于東京终端管制區（Tokyo TCA），由国土交通省东京终端管制所负责管辖。

| CLR  | 121.825 | 121.875 |         |         |         |
| GND  | 118.225 | 121.700 |         |         |         |
| TWR  | 118.100 | 118.800 | 124.350 | 126.200 | 236.800 |
| DEP  | 120.800 | 126.000 | 127.600 |         |         |
| APP  | 119.100 | 119.700 | 125.200 | 125.300 | 236.800 |
| TCA  | 124.750 | 256.100 |         |         |         |
| ATIS | 128.800 |         |         |         |         |

| 局名   | 種類 | 周波數    | 識別信號 | 關閉日    | 開啟日    |
| HANEDA | VOR  | 112.2MHz  | HME      |           |           |
| HANEDA | DME  |           | HME      |           |           |
| HANEDA | NDB  | 337.0KHz  | HM       | 2011.6.1  |           |
| KOHTOH | VOR  | 115.00MHz | KWE      | 2006.9.28 |           |
| KOHTOH | DME  |           | KWE      | 2006.9.28 |           |
| DAIBA  | VOR  | 111.00MHz | DYE      | 2011.4.7  | 2006.9.28 |
| DAIBA  | DME  |           | DYE      | 2011.4.7  | 2006.9.28 |

## 營運情況
由于羽田机场容量有限，航空公司在开通航班服务前需取得机场起降时刻。羽田机场的时刻分配由国土交通省主导：国内航班时刻根据营运情况每五年修改一次，以促进大手業者（日航及全日空）和其他新规業者在干线航班（羽田——千歳、伊丹、福岡、那覇）、地方航线等不同类型航线的竞争；国际航班时刻分配还需考虑对等和其他国家签订的航权协议等因素。国土交通省将羽田机场的时刻分为以下三个时间段，每个时间段适用不同的分配方案：
|      | 6:00-8:30 | 8:30-20:30 | 20:30-23:00 | 23:00-6:00 |
| ---- | --------- | ---------- | ----------- | ---------- |
| 起飞 | 繁忙      | 繁忙       | 特殊        | 深夜凌晨   |
| 降落 | 特殊      | 繁忙       | 繁忙        | 深夜凌晨   |

目前除「深夜凌晨」时段尚余起降時刻外，其余时间段均已满载。

### 國際線營運情況
羽田機場在第二次世界大戰前的國際線主要由日本航空輸送及滿洲航空負責營運，戰後依然是東京唯一的國際機場，負責服務世界各地往返東京的國際航線。1978年成田機場啟用後，承接了羽田機場絕大部分的國際線航班，使羽田機場基本上成為國內線專用機場，僅留下台灣（中華民國）籍的航空公司。
台籍航空公司續留羽田機場，係政治因素所致。1970年代中日建交之時，因海峽兩岸的政治對立，中華人民共和國政府不願讓其航空業者與台籍航空業者在同一機場起降。故此，較早成立的中華航空、以及2000年開航東京－台北線的長榮航空等2家台籍航空公司，其往返東京的航班（包括第五航權航線）是極少數仍在羽田機場起降的國際定期航線。2002年4月18日，成田機場的暫定平行跑道啟用之際，中華航空及長榮航空才一併改到成田機場起降。隨後一段時間，在羽田機場起降的國際線航班只會以包機形式出現。
| - 民航空運公司 - 菲律賓航空 - 印尼航空 - 印度航空 - 巴基斯坦國際航空 - 伊朗航空 - 英國航空 | - 埃及航空 - 英國海外航空 - 法國航空 - 德國漢莎航空 - 北歐航空 - 苏联民航 - 瑞士航空 | - 比利時航空 - 泛美航空 - 美國西北航空 - 加拿大太平洋航空 - 美國大陸航空 - 澳洲航空 - 中華航空 |

羽田機場在恢復國際定期航線之前，開辦有下列包機航班：2003年11月30日開始，開通了往返南韓首爾金浦機場之間的定期包機，分別由日本航空、全日空、大韓航空及韓亞航空營運。2007年9月29日，開通至中國上海虹橋機場的定期包機航班，分別由日本航空、全日空、上海航空以及中國東方航空運行，每日往返各一班。2008年起，日本航空開始營運來往香港國際機場的包機航班；同年4月1日，全日空開辦每日一班定期往返的航班。2008年7月1日，日本航空亦開辦每日一班定期往返的航班。2009年10月25日，開通了往返北京首都機場之間的航班，分別由日本航空、全日空及中國國際航空營運。
隨著再擴建工程及D跑道在2010年完工，羽田機場的最大起降次數大幅增加，而擴充的運量主要會用於消化一些清早及深夜時段無法在實施宵禁的成田機場起降的長程國際航班。包括法國、英國、泰國與荷蘭等國家，都陸續根據此政策開辦清早或深夜起降的國際航班，使得羽田機場逐漸朝向恢復國際機場化的方向轉變。時任國土交通大臣前原誠司在2009年10月12日發表意見，認為應該撤除「羽田飛國內、成田飛國際線」的現有政策，讓羽田轉型成24小時皆可飛航的國際轉運機場；此番發言引起成田機場所在地的千葉縣、與關西國際機場所在地的大阪府地方官員強烈的反彈，擔心因為羽田機場的排擠效應而使兩地的國際機場反遭邊緣化與地方機場化。
2010年10月31日，羽田機場復辦飛往台灣的國際定期航班，首先開辦的是往返台北松山機場的航線，使得東京羽田與台北松山兩個機場在睽違31年後復航。羽田與台北松山之間的航線，每日往返共計8航班。
2013年起，羽田機場復辦日間中長程國際定期航班，此舉增加了來往東京及不少亞洲地區的運量，然而對來往東京及歐洲地區的運量影響不大，主要原因是部分航空公司直接把原有成田機場的國際航班改用羽田機場起降（尤以日本航空及全日空的英國航線為甚），國土交通省也因此被迫指示航空公司在開辦新的羽田國際航線時不應取消原有的成田國際航線。
2020年夏季时刻起，羽田机场的国际航班数量在经过日本政府和多国谈判后大幅上升，新开航50条国际航班。

### 航空公司與航點

#### 客運
| 航空公司             | 目的地 | 航廈 |
| -------------------- | --- | ---- |
| 日本航空（JL）       | 國內：名古屋-中部、三澤、大分、大阪-伊丹、大阪-關西、女滿別、小松、山口宇部、出雲、北九州、札幌-新千歲、旭川、沖繩、函館、奄美、岡山、松山、長崎、青森、宮崎、高松、高知、帶廣、釧路、鹿兒島、熊本、福岡、廣島、德島、山形、秋田、南紀白濱 | 1    |
| 日本航空（JL）       | 東亞：上海-虹橋、上海-浦東、北京-首都、大连、广州、香港、臺北-松山、首爾-金浦 亞太：馬尼拉、胡志明市、曼谷-蘇凡納布、新加坡、德里、檀香山、悉尼 中東：多哈 北美：芝加哥-奧黑爾、旧金山、紐約-甘迺迪、洛杉磯、達拉斯-沃斯堡 歐洲：巴黎-戴高樂、倫敦-希斯路、赫爾辛基 | 3    |
| 全日本空輸（NH）     | 国内：八丈島、大分、大阪-伊丹、大阪-關西、大館能代、小松、山口宇部、札幌-新千歲、石見、石垣、名古屋-中部、庄內、米子、佐賀、沖繩、函館、岡山、岩國、松山、長崎、秋田、宮古、宮崎、神戶、能登、高松、高知、釧路、鳥取、鹿兒島、富山、稚內、熊本、福岡、廣島、德島、庄內 東亞：上海-虹橋、广州、深圳、香港、臺北-松山、首爾-金浦 亞太：曼谷-蘇凡納布、新加坡、雅加達、檀香山、悉尼 北美：溫哥華、紐約-甘迺迪 歐洲：慕尼黑、法蘭克福、巴黎-戴高樂、倫敦-希斯路 | 2    |
| 全日本空輸（NH）     | 東亞：上海-浦東、北京-首都、青島 亞太：馬尼拉、胡志明市、吉隆坡、德里 北美：侯斯頓-洲際、芝加哥-奧黑爾、旧金山、西雅圖、洛杉磯、華盛頓-杜勒斯 | 3    |
| 天馬航空（BC）       | 國內：札幌-新千歲、沖繩、神戶、鹿兒島、福岡、宮古 | 1    |
| 星悅航空（7G）       | 國內：北九州 、福岡、大阪-關西、山口宇部 | 1    |
| 空之子航空（6J）     | 國內：鹿兒島、熊本、大分、長崎、宮崎、沖繩 | 2    |
| 北海道國際航空（HD） | 國內：女滿別、札幌-新千歲、旭川、函館、帶廣、釧路 | 2    |
| 樂桃航空（MM）       | 東亞：上海-浦東、臺北-桃園、首爾-仁川 | 3    |
| 大韓航空（KE）       | 首爾-仁川、首爾-金浦 | 3    |
| 韓亞航空（OZ）       | 首爾-仁川、首爾-金浦 | 3    |
| 中華航空（CI）       | 臺北-松山 | 3    |
| 長榮航空（BR）       | 臺北-松山 | 3    |
| 台灣虎航（IT）       | 臺北-桃園 | 3    |
| 中國國際航空（CA）   | 北京-首都 | 3    |
| 中國南方航空（CZ）   | 北京-大興、廣州 | 3    |
| 中國東方航空（MU）   | 北京-大興、上海-浦東、上海-虹橋 | 3    |
| 海南航空（HU）       | 北京-首都 | 3    |
| 厦门航空（MF）       | 天津 | 3    |
| 天津航空（GS）       | 天津 | 3    |
| 上海航空（FM）       | 上海-虹橋、上海-浦東 | 3    |
| 吉祥航空（HO）       | 上海-浦東 | 3    |
| 春秋航空（9C）       | 上海-浦東 | 3    |
| 國泰航空（CX）       | 香港 | 3    |
| 香港快運航空（UO）   | 香港 | 3    |
| 菲律賓航空（PR）     | 馬尼拉 | 3    |
| 越南航空（VN）       | 河內 | 3    |
| 越捷航空（VJ）       | 胡志明市 | 3    |
| 泰國國際航空（TG）   | 曼谷-蘇凡納布 | 3    |
| 馬來西亞航空（MH）   | 吉隆坡 | 3    |
| 全亞洲航空（D7）     | 吉隆坡 | 3    |
| 新加坡航空（SQ）     | 新加坡 | 3    |
| 嘉魯達印尼航空（GA） | 雅加達 | 3    |
| 澳洲航空（QF）       | 悉尼 | 3    |
| 维珍澳洲航空（VA）   | 凯恩斯 | 3    |
| 聯合航空（UA）       | 芝加哥-奧黑爾、洛杉磯、旧金山、紐約-紐華克、華盛頓-杜勒斯 | 3    |
| 達美航空（DL）       | 洛杉磯、西雅圖、亞特蘭大、底特律、明尼阿波利斯-聖保羅、檀香山 | 3    |
| 美國航空（AA）       | 洛杉磯、達拉斯-沃斯堡 | 3    |
| 夏威夷航空（HA）     | 科納、檀香山 | 3    |
| 加拿大航空（AC）     | 多倫多-皮爾遜 | 3    |
| 英國航空（BA）       | 倫敦-希斯路 | 3    |
| 法國航空（AF）       | 巴黎-戴高樂 | 3    |
| 漢莎航空（LH）       | 法蘭克福、慕尼黑 | 3    |
| ITA航空（AZ）        | 羅馬-菲烏米奇諾 | 3    |
| 北欧航空（SK）       | 哥本哈根 | 3    |
| 芬兰航空（AY）       | 赫爾辛基 | 3    |
| 阿聯酋航空（EK）     | 杜拜 | 3    |
| 土耳其航空（TK）     | 伊斯坦布尔 | 3    |

#### 貨運
| 航空公司     | 目的地 |
| ------------ | --- |
| 全日空貨運   | 國內：大阪-伊丹、大阪-關西、札幌-新千歲、沖繩、佐賀 國外：北京-首都、上海-虹橋、上海-浦東、首爾-金浦、臺北-松山 |
| 仁川航空     | 首爾-仁川 |
| 長榮航空貨運 | 臺北-桃園、臺北-松山                                                                                            |
| 香港貨運航空 | 香港 |

## 舊場區開發計畫
羽田機場經歷兩次大規模擴建後，包括第一代航廈原址所在的機場原初發展地區閒置；為活化土地利用，國土交通省、東京都、大田區及品川區在2010年10月27日組成「羽田機場移轉問題協議會」，研議將該地區分為3區域開發，其中第三期區域供機場營運使用，第一、二期區域則轉為複合開發區。第一、二期區域原合稱「羽田機場舊址造街推進計畫」（羽田空港跡地まちづくり推進計画），後命名為「HANEDA GLOBAL WINGS」，目前均由日本政府指定為國家戰略特別區域。
- 第一期 - 羽田创新城（日语：HANEDA INNOVATION CITY）

位於天空橋站旁，主要設置產業研究及文化交流設施。開發單位為鹿島建設、大和房屋工業等民間企業成立的合資公司「羽田未來開發」。2020年7月3日部分開業，2023年11月16日全面完工啟用。
- 第二期 - 羽田機場花園

位於羽田機場第3航廈（國際線地區）旁，主要設置會展、旅館及商場設施。開發單位為住友不動產轉投資公司「羽田Airport都市開發」。2022年12月21日部分開業，2023年1月31日全面完工啟用。

## 對外交通

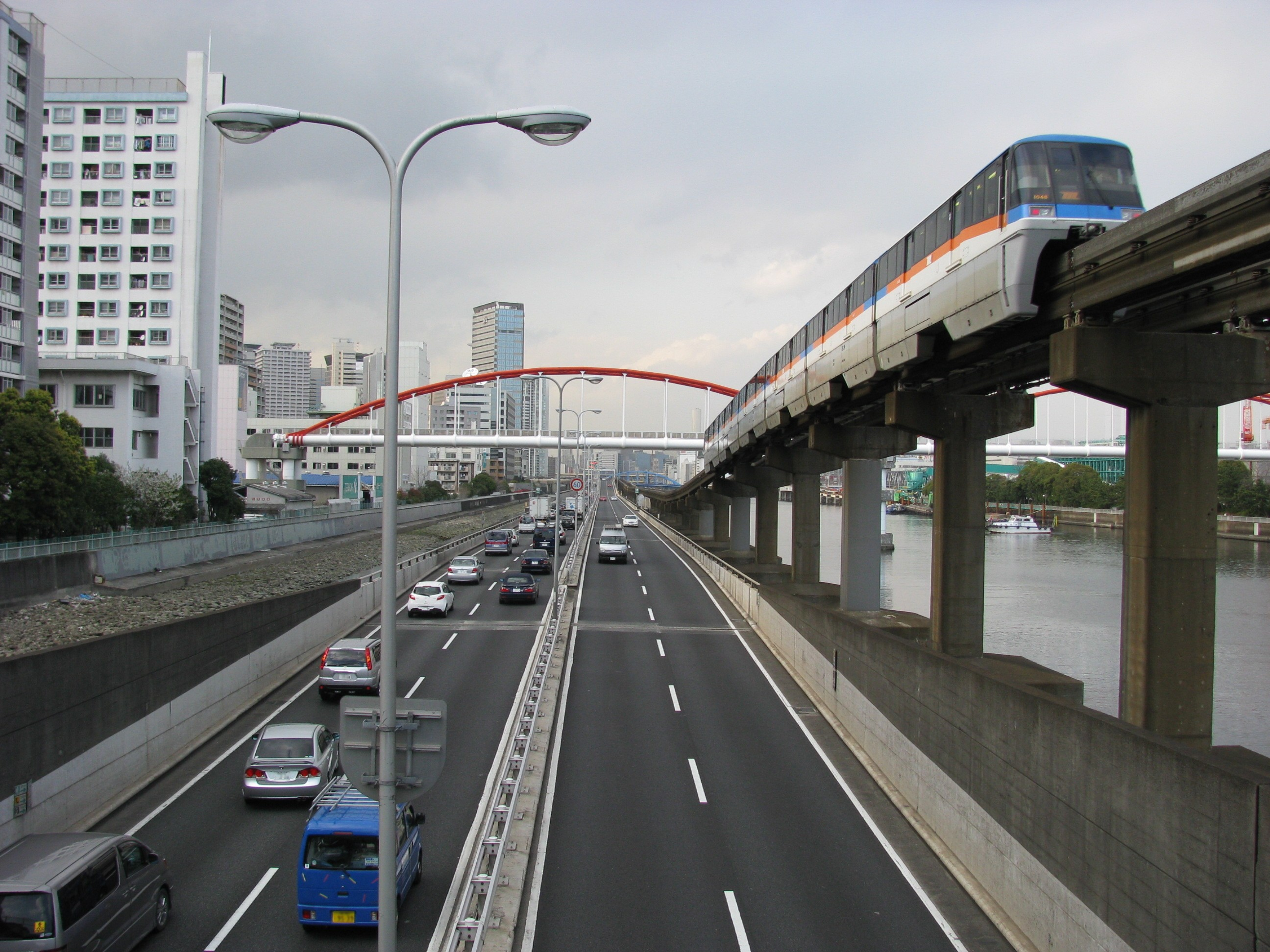
連接羽田機場的首都高速1號羽田線、以及東京單軌電車線

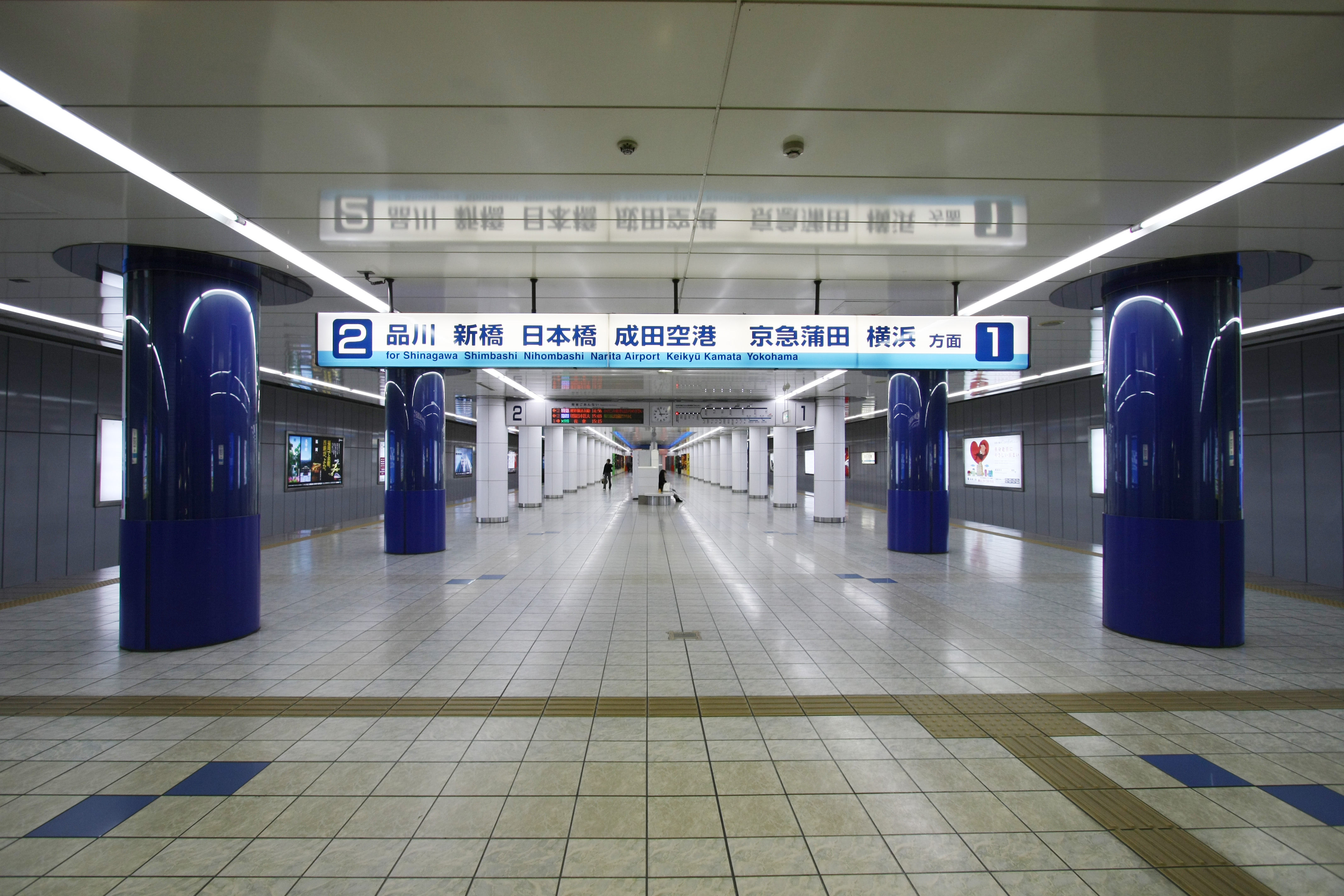
京急羽田機場第1第2航廈站

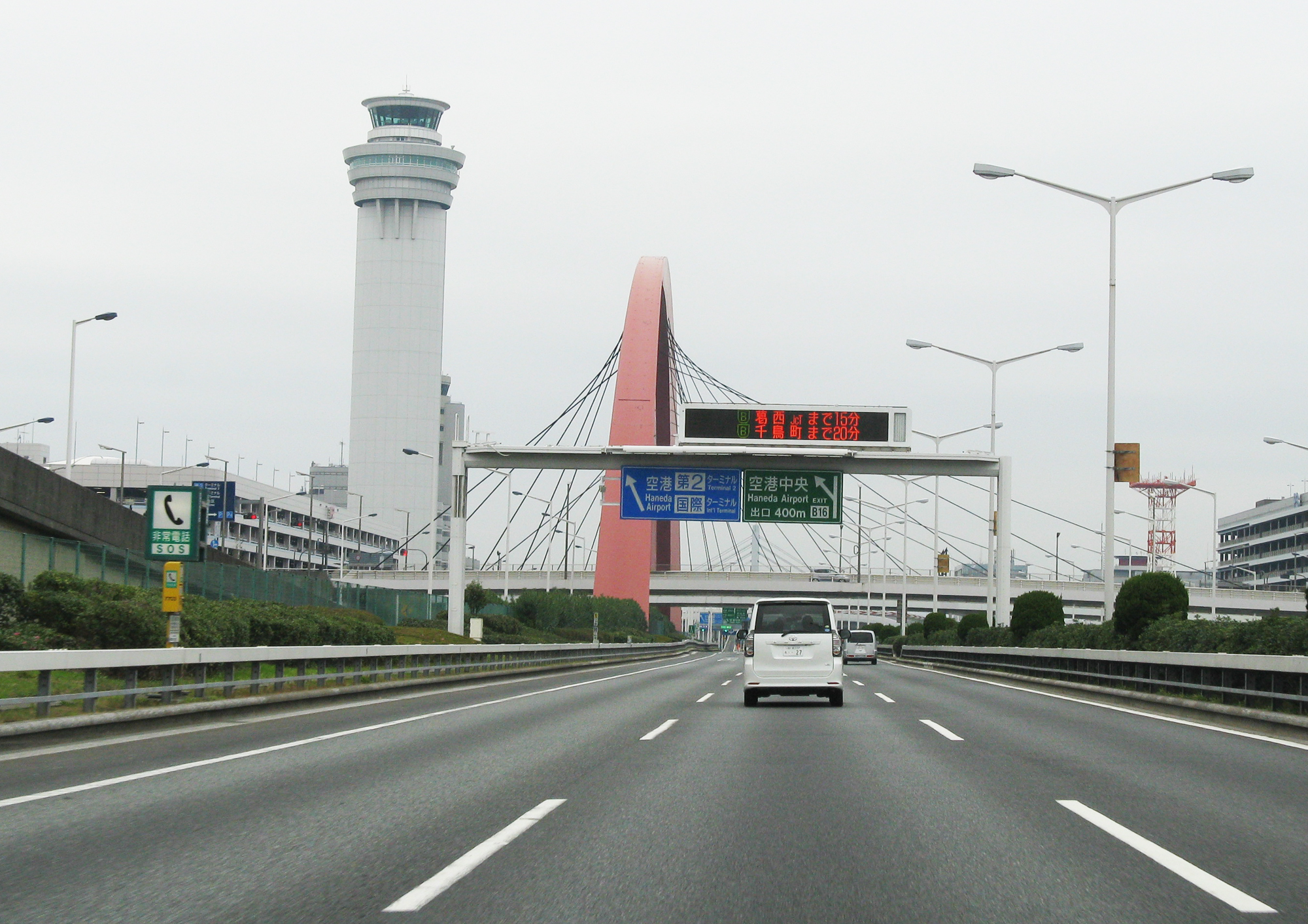
首都高速灣岸線的機場中央出入口，為最方便出入羽田機場的交流道

### 鐵路
- 東京單軌電車線 - 羽田機場第1航廈站、羽田機場第2航廈站、羽田機場第3航廈站
- 京急電鐵機場線 - 羽田機場第1、第2航廈站、羽田機場第3航廈站（與京急本線、都營淺草線、京成押上線、京成本線、北總鐵道線直通運行）

羽田機場重新營運國際線後客運大增，開始事業的第二春，為了強化轉運機能與聯外運輸能力，也決定再次新建聯外鐵路，羽田機場目前有3個聯外鐵路系統正在規劃，主要採地下化方式興建。
- 羽田機場Access線 - 由JR東日本提出，係以JR東日本現有的營運路線為基礎（包含直通運行路線），2023年底開工。從羽田機場國內線地區興建新線通往機場北側的東京貨物總站，再從此分出3個分線（Route / ），分別為：
  - 東山手分線 - 利用現已停用的東海道貨物線區間（大汐線），在田町站附近連接東海道線，並與上野東京線直通運行[72]。
  - 西山手分線 - 在大井町站附近新建短絡線連接臨海線，並與埼京線直通運行。
  - 臨海部分線 - 擴建臨海線既有的列車回送線，與臨海線主線銜接，並與京葉線直通運行[73]。

停滯狀態
- 都心直結線（日语：都心直結線） - 由國土交通省提出，為改善現有都營地下鐵淺草線的機場聯外功能而興建。從京急本線泉岳寺站起，以大深度地下（日语：大深度地下）方式行經東京站附近的新車站（新東京站）後，與京成押上線押上站連接。完成後將成為淺草線列車的快速線，並使原僅連接成田機場與東京都心的Skyliner快速列車可延駛至羽田機場，將這東京兩大聯外機場串聯起來[74][75]。

- 蒲蒲線（新空港線） - 由機場所在的大田區提出，利用路線相鄰但不串聯的東急、京急兩家私鐵業者，改善羽田機場對東京都心西側的聯外運能。從東急多摩川線的矢口渡站起，以新線行經蒲田站（JR、東急）與京急蒲田站，在大鳥居站與京急空港線連接，將可開行列車從羽田機場直通東急東橫線與東京地下鐵副都心線。由於該線兩端業者的軌距不同（都心端的東急為1,067mm窄軌、機場端的京急為1,435mm標準軌），規劃將以軌距可變列車行駛[76]。

### 巴士
從機場外圍（蒲田站、大森站、川崎站）的一般巴士路線，以及從機場圈內各地（關東地區及周邊），都可乘機場直通巴士進入。服務業者主要為京濱急行巴士（包含羽田京急巴士、橫濱京急巴士）與東京機場交通（利木津巴士）。

### 出租車
- 固定費用出租車
  - 東京都內、橫濱市內、川崎市內等

### 首都高速道路
- 灣岸線 機場中央出入口
- 灣岸線 灣岸環八出入口
- 1號羽田線 機場西出入口

### 一般道路
- 國道357號（東京灣岸道路）
- 東京都道311號環狀八號線（日语：東京都道311号環状八号線）（環八通）

隨著羽田機場的再擴建及國際化，國土交通省航空局於2004年至2006年設置的「關於神奈川口構想協議會」（成員：國土交通大臣、神奈川縣知事、橫濱市長、川崎市長）首度提出在位於首都高速灣岸線及大師橋之間的多摩川河段上，構思建設一條連接機場的橋或者海底隧道，同時在與機場隔多摩川相望的神奈川縣川崎市設置一些酒店及物流等機場相關設施，以刺激沉寂的京濱臨海區。東京都政府在2017年1月24日認可相關的都市計劃案。做為主要設施的多摩川天空之橋（羽田聯絡道路）於2017年9月30日動工、2022年3月12日完工啟用。

### 船運
- 羽田巡航（羽田クルーズ）（目前停航中）
  - 羽田第三航廈～御台場海濱公園碼頭，每週日往返各一班
  - 羽田第三航廈～橫濱港灣未來浮碼頭，每週日往返各一班

## 事故
- 2024年1月2日下午5時55分[82]，從新千歲飛往羽田的日本航空516號班機與一架日本海上保安廳飛機在跑道上相撞，定翼機上共6人，造成五死一傷。日航方面的乘客和機組人員共376人，除了兩隻寵物死亡外，全員生還[83][84]。
- 2024年5月23日7点半左右。日本航空一架客机的左侧机翼同另一架日航客机右侧机翼碰撞。事故沒有造成人員受傷。[85]

## 統計
请参阅源Wikidata查询.
| 年度 | 客運量     | 百分比改變 | 起降架次 | 貨運量 (噸) |
| ---- | ---------- | ---------- | -------- | ----------- |
| 2000 | 56,402,206 |            | 256,394  | 769,749     |
| 2001 | 58,692,688 | ▲04.1%     | 270,404  | 725,125     |
| 2002 | 61,079,478 | ▲04.1%     | 282,674  | 707,300     |
| 2003 | 62,876,182 | ▲02.9%     | 298,912  | 722,736     |
| 2004 | 62,291,405 | ▼00.9%     | 305,346  | 774,116     |
| 2005 | 63,303,843 | ▲01.6%     | 309,080  | 798,672     |
| 2006 | 66,089,277 | ▲04.4%     | 324,050  | 837,265     |
| 2007 | 66,823,414 | ▲01.1%     | 331,818  | 852,347     |
| 2008 | 66,707,213 | ▼00.2%     | 339,612  | 849,404     |
| 2009 | 61,934,302 | ▼07.2%     | 335,716  | 789,851     |
| 2010 | 64,211,074 | ▲03.7%     | 342,804  | 818,809     |
| 2011 | 62,598,351 | ▼02.5%     | 379,670  | 879,409     |
| 2012 | 66,720,445 | ▲06.6%     | 391,156  | 909,288     |
| 2013 | 68,577,825 | ▲02.8%     | 403,242  | 954,359     |
| 2014 | 72,743,763 | ▲06.1%     | 425,604  | 1,109,090   |
| 2015 | 75,254,942 | ▲03.5%     | 438,542  | 1,173,752   |
| 2016 | 80,109,802 | ▲06.5%     | 448,458  | 1,150,792   |

## 腳註

### 備註
1. ↑  2000年7月取得航線許可權[56]，同年9月開航[57]

## 外部連結
- 羽田機場旅客航廈入口網站 （页面存档备份，存于） （日語）（英文）（简体中文）（繁體中文）
- 日本機場大廈株式會社 （页面存档备份，存于） - 國內線航廈經營者 （日語）（英文）（简体中文）
- 東京國際機場航廈株式會社 （页面存档备份，存于） - 國際線客運航廈經營者 （日語）（英文）
- 東京國際空運貨站株式會社 （页面存档备份，存于） - 國際線貨運航廈經營者 （日語）（英文）
- 國土交通省 東京航空局 （页面存档备份，存于） - 機場管理者 （日語）
- 國土交通省關東地方整備局　東京機場整備事務所 （页面存档备份，存于） - 機場土木建設事務者 （日語）

- 羽田機場的Facebook專頁